# Bas-Empire romain

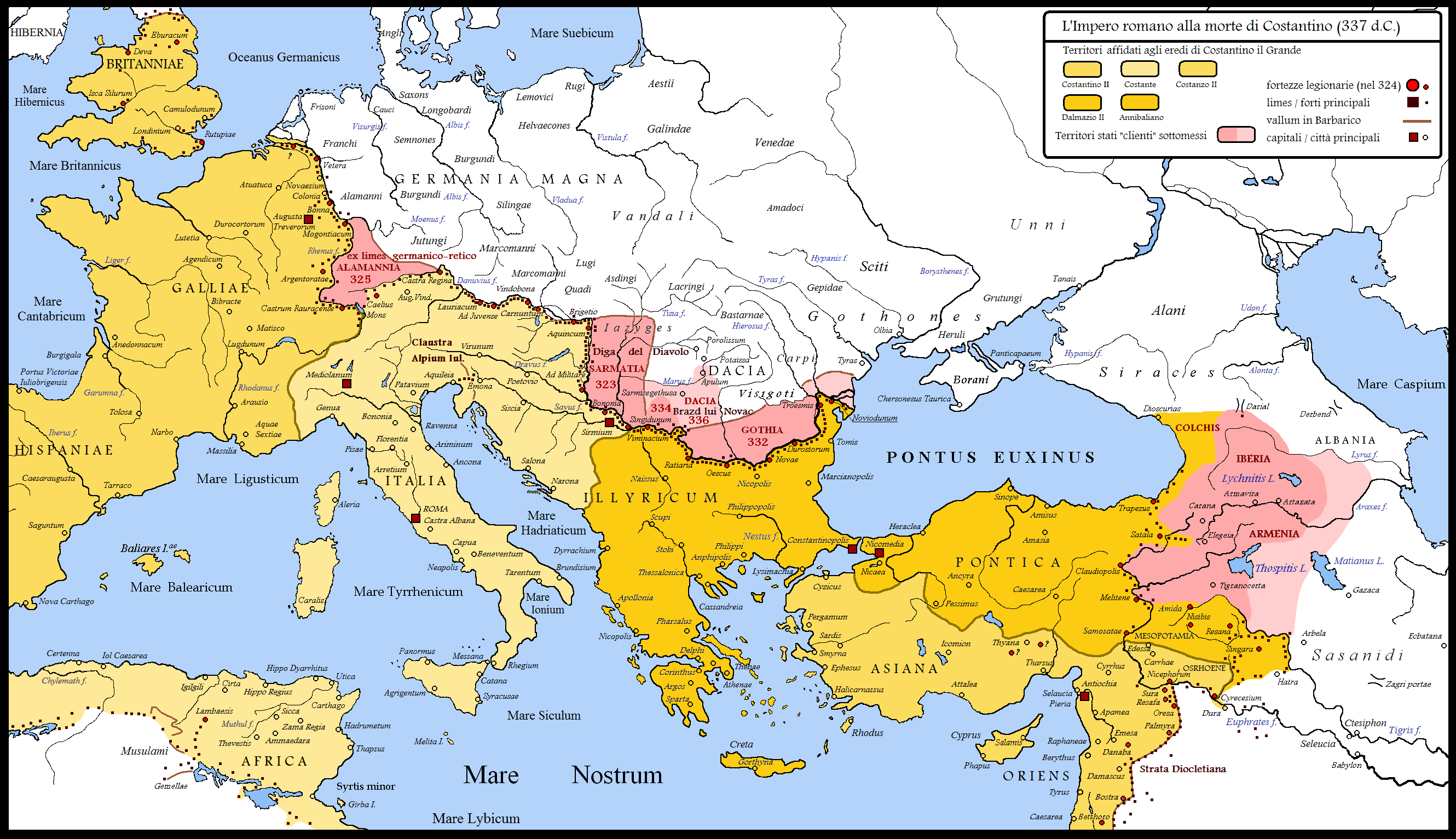
Les frontières nord et est de l’Empire romain au temps de Constantin (en rose, les territoires conquis entre 306 et 337).

Le Bas-Empire constitue, avec le Haut-Empire le second élément de la division chronologique de l’Empire romain instituée par l'historiographie francophone.
Si ces termes restent largement utilisés, d’une part la date de la transition du Haut-Empire au Bas-Empire fait l’objet de discussions ; d’autre part « Bas-Empire » a une connotation péjorative synonyme de « décadence » et est de plus en plus remplacé par « Antiquité tardive », plus neutre. Certains historiens proposent de faire commencer le Bas-Empire à la fin de la dynastie des Antonins (192 apr. J.-C.), d’autres avec le renversement de la dynastie des Sévères (235 apr. J.-C.), d’autres encore avec le début du règne de Dioclétien (284-305). Pour Paul Petit et pour l’historiographie moderne de l’Empire romain d’Orient, le Bas-Empire prend fin en 395, à la mort de Théodose, dernier empereur de l’empire uni ; en revanche, pour l’historiographie de l’Empire romain d'Occident, le Bas-Empire s’achève avec l’avènement des royaumes barbares, en 476.
À la période d’anarchie militaire qui a vu se succéder rapidement une série d’empereurs choisis par l’armée, Dioclétien veut substituer un système cooptatif appelé « tétrarchie » dans lequel deux empereurs appelés « Augustes » choisissent deux assistants appelés « Césars » lesquels les remplaceront à leur départ, se choisissant eux-mêmes deux nouveaux césars. Ce système exigeant beaucoup de bonne volonté et d’altruisme dure une seule génération : dès la suivante, Constantin Ier, fils du césar puis auguste Constance Chlore, met fin à ce système de cooptation pour revenir au système dynastique, partageant à sa mort l’empire entre ses fils et neveux. Cette première dynastie constantinienne dure également une seule génération jusqu’à ce que l’un des trois frères, Constance, récupère les domaines des deux autres à leur mort. 
Lui succéde, après le bref intermède de l’empereur Julien, parent de Constantin Ier, celle des Valentiniens, de durée limitée en Orient, remplacée par la dynastie théodosienne dès la mort de son premier représentant, Valens, en 376. 
En Occident elle se perpétue sur cinq générations, notamment lors du long règne de Valentinien III (423-455). 
Toutefois ses représentants tombent rapidement sous l’influence de généraux d’origine barbare qui, après le décès de Valentinien III, installent sur le trône plusieurs empereurs-fantoches jusqu’à ce qu’Odoacre proclame la destitution de Romulus-Augustule et retourne les ornements impériaux à Constantinople en 476.
Ce Bas-Empire se distingue de la période précédente de plusieurs façons : l’administration subit de nombreux changements notamment sous Dioclétien et Constantin Ier ; l’économie voit la création sous Constantin d’une monnaie d’or, le « solidus » qui demeure la base du système monétaire de Byzance pendant des siècles ; les grandes villes perdent de leur importance au profit des grands domaines qui leur font concurrence ; enfin, le christianisme d’abord persécuté se propage jusqu’à ce qu’il devienne religion d’État par l’Édit de Thessalonique en 380.

## Terminologie et datation

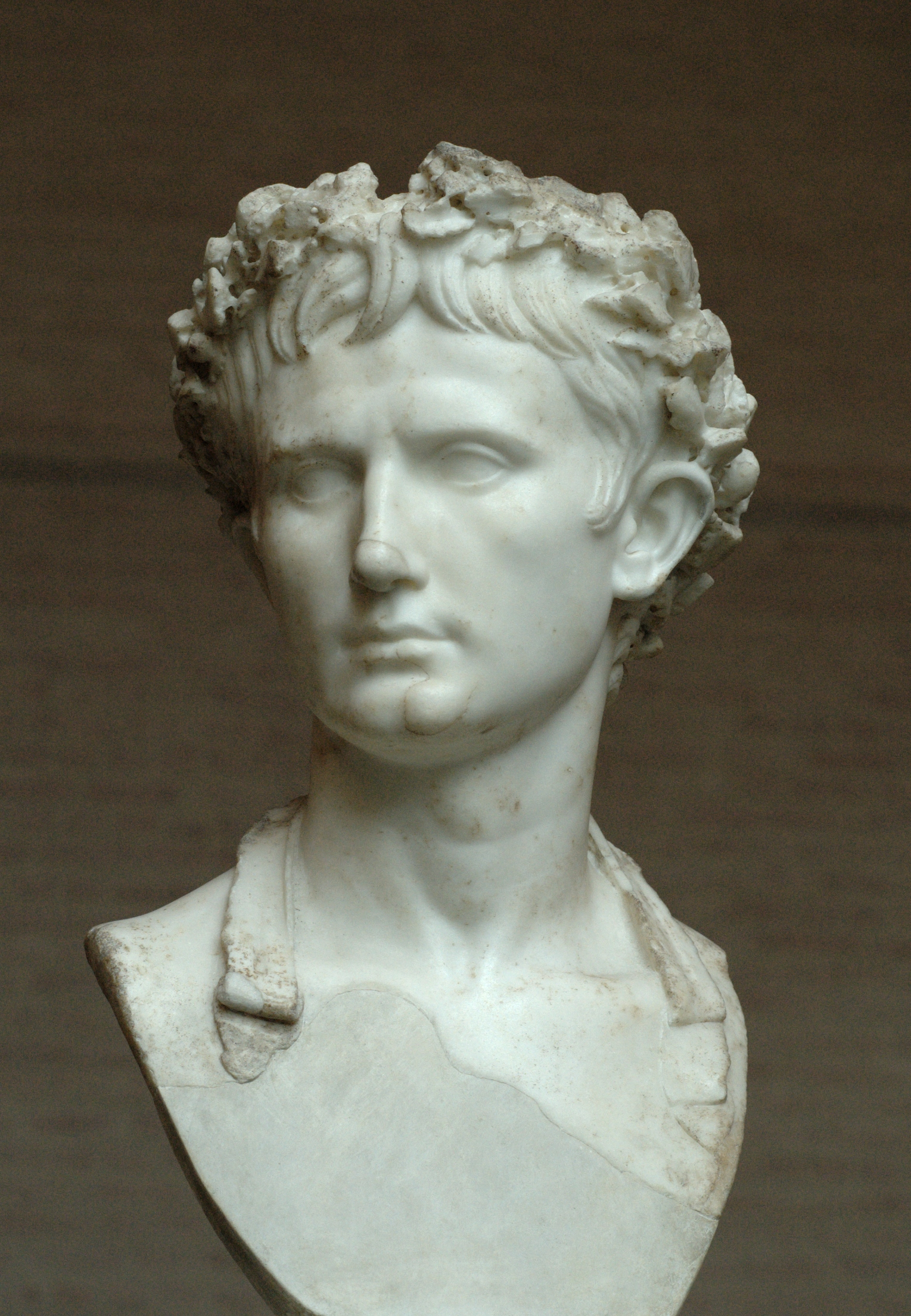
César Auguste avec qui débute le Haut-Empire.

L'expression « Bas-Empire » remonte à 1752, date de la publication du premier des 28 volumes de l'Histoire du Bas-Empire par Charles Le Beau publiée entre 1752 et 1817. L'emploi de l'adjectif « bas », jugé non négatif, désigne alors simplement la période la plus proche du nous, par opposition à « haut ». Néanmoins, le terme de Bas-Empire a eu longtemps une connotation péjorative chez les historiens de l'époque des Lumières, qui y voyaient une période de décadence marquée par l'absolutisme monarchique et la puissance de l'Église, succédant à la République et l'Empire éclairé. 
À l'heure actuelle, alors que la tendance est à la réhabilitation de cette période, certains historiens préfèrent des appellations plus neutres telles que Empire romain tardif ou Antiquité tardive, suivant les terminologies allemande (Spätrömische Zeit, Spätantike) ou italienne (tardo Impero, tardoantico). 
Quoi qu'il en soit, le terme de Bas-Empire, consacré par un long usage, reste fréquemment employé quoique les auteurs débattent encore du moment où il a commencé.
Certains proposent la fin de la dynastie des Antonins (192 apr. J.-C.), d'autres le renversement de la dynastie des Sévères (235 apr. J.-C.), d'autres encore le début du règne de Dioclétien (284-305) :
- à partir de 193, la fin de la dynastie antonine représente pour les tenants de cette date le début de la crise de l'empire ; certains proposent même 180, pour classer l’empereur Commode dans cette période[3] ;
- à partir de 235, le renversement de la dynastie des Sévères inaugure une période instable d'environ cinquante années, connue sous le nom d'anarchie militaire ;
- enfin, au terme de cette période de troubles, l'année 284, est retenue par d'autres auteurs, comme Paul Petit[4]. En effet, le début du règne de Dioclétien voit le remplacement du principat par un régime collégial, dont l'absolutisme s’inspire des monarchies orientales.

## Les sources

### Textes littéraires

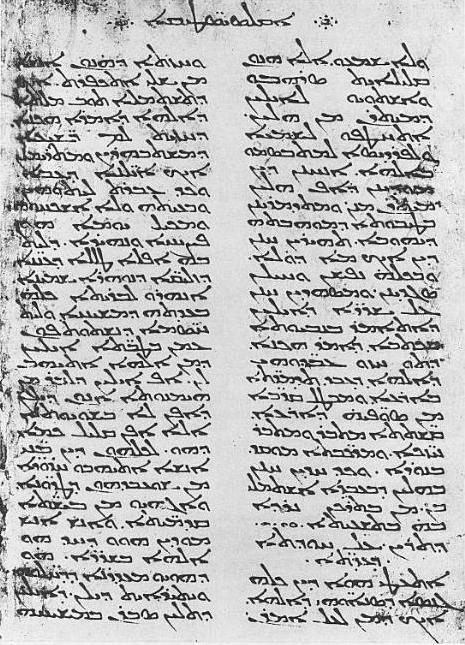
Manuscrit en syriaque de l’Histoire de l’Église d’Eusèbe (Bibliothèque nationale de Russie, Codex Syriac 1.)

Si elles sont plus nombreuses que pour la période précédente, les sources écrites dont nous disposons pour le Bas-Empire traduisent souvent les conflits entre auteurs païens et auteurs chrétiens d’une part, ainsi qu’au sein même de l’Église chrétienne, entre les auteurs dits « nicéens » et les auteurs ariens.
Le premier auteur de ces « chronographies » qui vont devenir si populaires à Byzance est Eusèbe (vers 265 - 339), évêque de Césarée, qui échappe aux persécutions de Dioclétien et reste un proche de l’empereur Constantin Ier. Sa « Chronique » (en deux livres jusqu’en 325) marque le point de départ du genre, de même que son « Histoire ecclésiastique » (dix livres jusqu’en 324). Sa « Vita Constantinii magni » relatant la vie et l’œuvre de Constantin Ier est une collection pertinente de lettres et de documents.
Résumée par Rufin d'Aquilée (vers 345 - vers 411) en 402, cette Histoire de l’Église est poursuivie par Socrate le Scolastique ou de Constantinople (vers 380 - 450) pour les années 306 - 439, par Sozomène (400 - vers 450) pour les années 324 - 415 et Théodoret de Cyr (vers 393 - vers 458) pour les années 325 - 428. Ce dernier est continué par Evrage le Scholastique (vers 536 - après 594) dont l’ouvrage portant sur les années 431 - 593 est également important pour l’histoire profane.
S’ajoutent à cette littérature chrétienne les écrits des Pères de l’Église de cette période : Athanase d’Alexandrie (vers 296/298 - 373), Grégoire de Nazianze (329 - 390), Basile de Césarée (329 - 379?), Grégoire de Nysse (335 - vers 395), Jean Chrysostome (entre 344-349 - 407) et de nombreux autres. 
Également importants pour leur contenu historique les actes des premiers conciles œcuméniques dont les quatre premiers se tiennent avant la chute de Rome (Nicée I en 325, Constantinople I en 381, Éphèse en 431 et Chalcédoine en 451).
Parmi les auteurs païens figure Zosime (fin du Ve siècle - début du VIe siècle), qui blâme le christianisme pour le déclin de l’Empire romain. L’empereur Julien (quelquefois appelé « Julien le Philosophe » ou « Julien l’Apostat », r. 361-363) contribue lui-même à promouvoir la philosophie grecque traditionnelle avec ses contemporains Thémistios (317 - 388) et Libianius (314 – 392 or 393).
Mais l’historien le plus important de cette période est sans contredit Ammien Marcellin (vers 330 - vers 395). Quoique manifestement païen, il tente d’être objectif et son œuvre principale, Res gestae en 31 livres, couvre la période de 96 à 378 ; toutefois, seule la partie correspondant aux années 353 à 378 a été conservée. Son œuvre sera continuée par Sulpicius Alexander (fin du IVe siècle - début du Ve siècle), auteur d'une « Histoire » dont seuls des fragments survivent et qui va jusqu'à la mort de l'empereur romain Valentinien II en 392,.
Enfin, un document du Ve siècle, la Notitia Dignitatum (litt : Registre des dignitaires) est un document administratif romain plusieurs fois remanié donnant un tableau, sous forme de listes, de l’organisation hiérarchique des fonctions civiles et militaires de l'Empire romain, dans ses deux composantes, occidentale et orientale. Elle donne un bon aperçu de l'état de l'armée romaine et de l'administration du Bas-Empire après les réformes de Dioclétien et de Constantin Ier même si diverses mises à jour ont introduit des incohérences, surtout en ce qui concerne l’armée de l’empire d’Occident.

### Textes juridiques et inscriptions

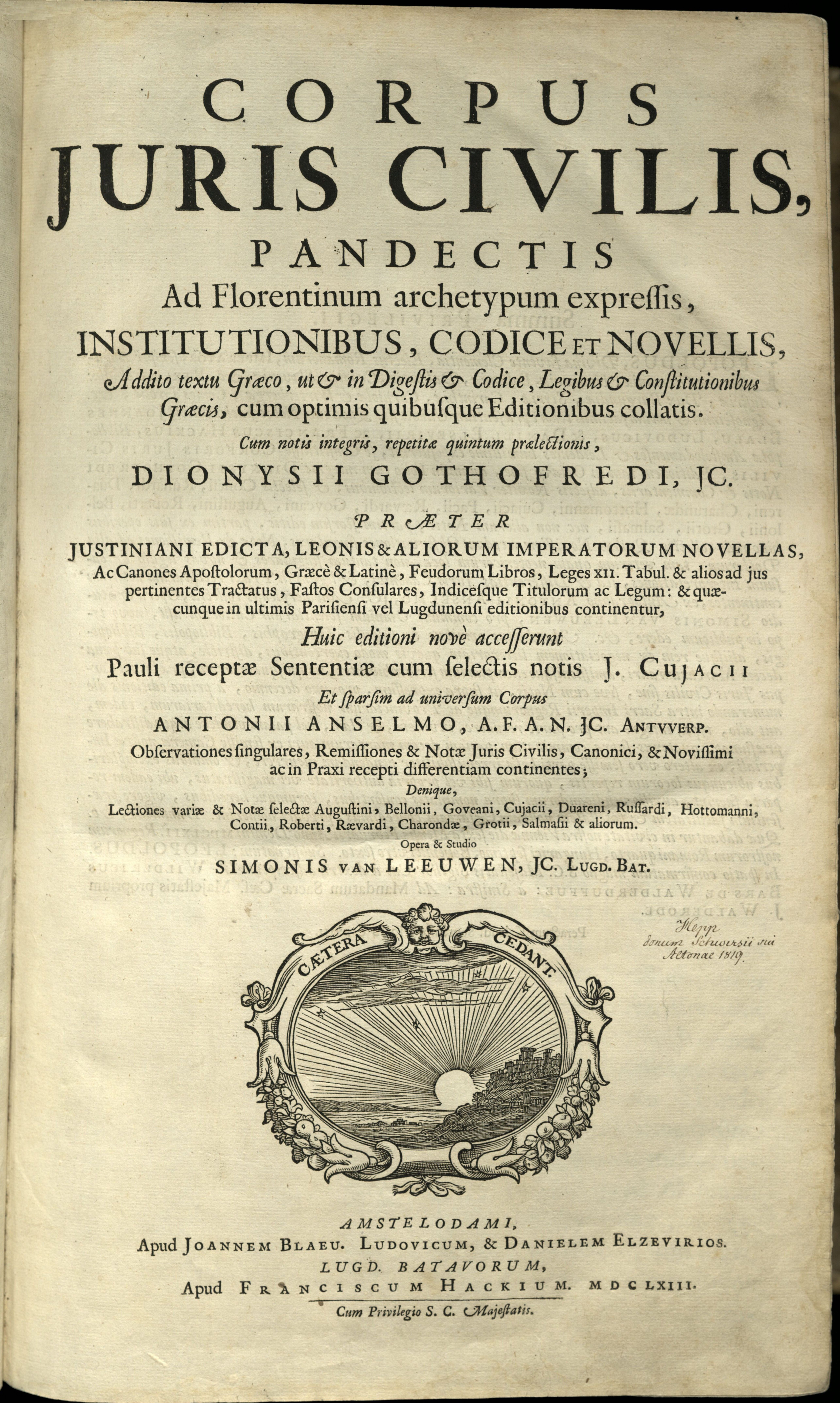
Le code de Justinien dans une édition de 1666.

Si on trouve moins d’inscriptions pour cette période que pour la période précédente, c’est à ce moment que débutent les « Codex » dont le Code de Théodose (Codex Theodosius) qui contient quelque 2 500 entrées où sont réunies les constitutions ou lois émises depuis le règne de Constantin Ier, soit entre 335 et 437. Il sera continué par le Code de Justinien (Codex Justinianus) pour les années allant de 437 à 529. Tous les deux sont des sources utiles pour l’administration de l’État. Questions politiques, économiques, sociales et religieuses y sont traitées permettant ainsi de se faire une juste idée de la condition de ses habitants, même si nombre de ces constitutions restèrent lettre morte ou ne furent mises qu’à moitié en pratique,.

## Historique

### Dioclétien (284 - 305)
Né dans une famille modeste de Dalmatie, Dioclétien gravit les échelons de l'armée pour devenir commandant de la cavalerie de l'empereur Carus (r. 282-283). Après la mort de Carus (r. 282 - 283) et de son fils Numérien (r. 283 - 284) durant la campagne en Perse, il est proclamé empereur par ses troupes à Nicomédie,. Il lui reviendra de mettre un terme à la période d’anarchie militaire qui de 235 à son avènement avait vu se succéder une série d'« empereurs-soldats ».

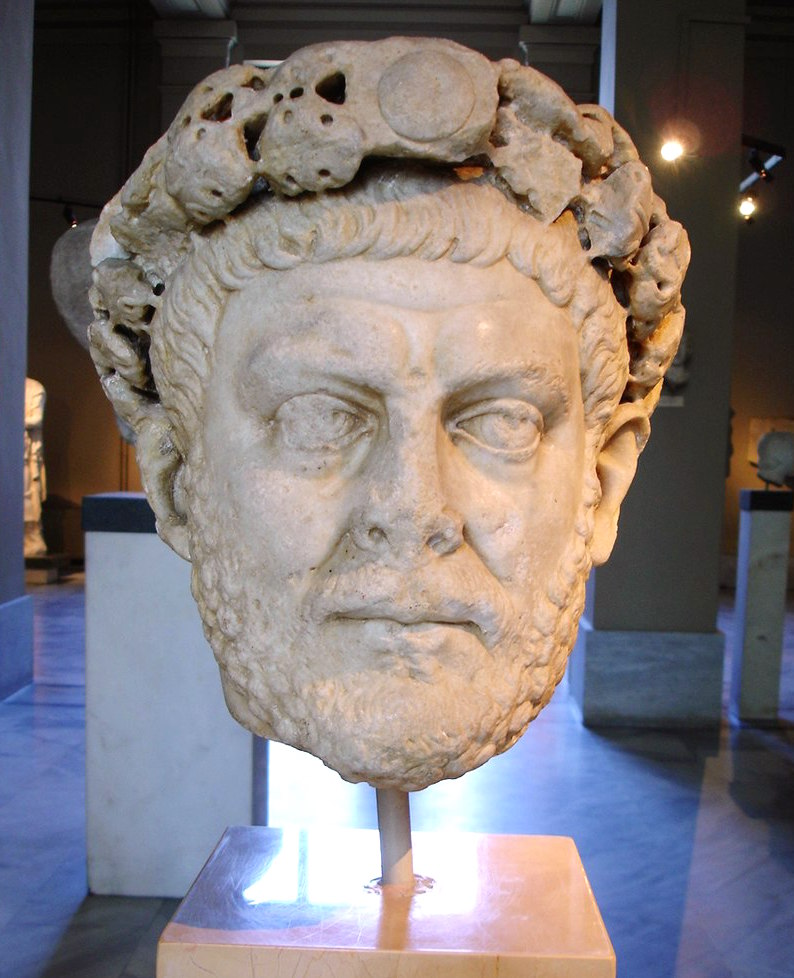
Tête de Dioclétien (Musée archéologique d'Istanbul).

À cette fin, il prit une série de mesures radicales :
- il sépare autant que possible le pouvoir civil du pouvoir militaire et fractionne les pouvoirs des titulaires de diverses charges ;
- il réduit le pouvoir du Sénat de Rome en s’installant là où la situation militaire l’exige : Trêves, Milan, Aquilée, Nicomédie, Antioche ;
- il renforce le pouvoir impérial : au Principat institué par Auguste, il substitue le Dominat et fait de l’empereur une personne sacrée ;
- il fractionne les provinces, crée une nouvelle structure intermédiaire, les diocèses, qui feront le lien entre ces dernières et les préfectures du prétoire chargées de gouverner l’empire, l’une contrôlant l’Occident et l’Afrique, l’autre l’Orient et l’Égypte[16].

Mais Dioclétien ne doit pas seulement lutter contre des ennemis de l’intérieur comme Carin, il doit surtout assurer les frontières de l’empire assailli de toutes parts. Ne pouvant faire face seul à toutes les menaces alors qu’il était retenu en Pannonie, il s’adjoint en décembre 285 un autre militaire, Maximien, à qui il confie, avec le titre de César, la tâche de mettre un terme aux ravages des barbares sur la frontière du Rhin et à ceux des Bagaudes en Gaule. L’année suivante, quand Carausius se déclare empereur en Bretagne (Angleterre), il élève Maximien au rang d’Auguste, marquant simplement sa propre primauté en se plaçant sous la protection du dieu « Jovius » alors que Maximien le sera sous celle d’un simple héros, Hercule,. Lors d’une rencontre à Milan, les deux hommes conviennent que la tâche est trop lourde pour deux personnes. Pour les aider, ils adoptent deux généraux de valeur venant d’Illyricum : Maximien adopte Constance Chlore en mars 293 et Dioclétien Galère en mai,.
La tétrarchie est ainsi née : au sommet, deux Augustes assistés de deux Césars appelés à remplacer les Augustes lorsque ceux-ci décideront de se retirer. Progressivement, chacun d’eux prend en charge une partie de l’empire : Dioclétien l’Orient avec comme quartier général Nicomédie et Antioche ; Maximien l’Afrique, l’Italie et l’Espagne avec comme quartier général Milan; Constance Chlore la Gaule et la Bretagne (Angleterre) avec comme siège Trêves; enfin Galère s’occupe de l’Illyricum dont les frontières varieront avec comme siège Sirmium (aujourd’hui Sremska Mitrovica en Serbie).
Effectivement le système permit pour un temps de mettre fin aux changements incessants d’empereurs à l’intérieur et assura la sécurité des frontières. Il fonctionnera sans accroc jusqu’au 1er mai 305, lorsque les deux Augustes abdiqueront le même jour, remettant les rênes du pouvoir à leurs Césars respectifs, Galère dans le cas de Dioclétien, Constance dans celui de Maximien. À Nicomédie, Dioclétien présenta à ses soldats le neveu de Galère, Maximin Daïa, qui devint le nouveau César pendant qu’à Milan, Sévère était nommé de la même façon.
Il ne fallut qu’une année pour que la discorde ne s’installât parmi les nouveaux tétrarques avec la mort de Constance en juillet 306. Galère promut alors Sévère au rang d’Auguste. Pendant ce temps le fils de Constance, Constantin, était acclamé empereur en Bretagne (Angleterre) par les troupes fidèles à son père. Au même moment, Maxence, le fils de Maximien, furieux d’être laissé hors des arrangements battit Sévère, le força à abdiquer et le fit assassiner en 307. Au principe de cooptation prôné par Dioclétien, on revenait à celui de l’héritage dynastique. La situation devint à ce point complexe qu’en 310 on se trouvait en face de sept empereurs se disant tous Augusti, nombre que des décès réduisirent à quatre en 311 : Maximin Daïa (en Asie mineure, Syrie et Égypte), Licinius (en Illyricum et dans les Balkans), Constantin (en Gaule, Espagne et Bretagne) et Maxence (en Italie et en Afrique),. Il fallut onze ans (313 - 324) à Constantin pour refaire l’unité de l’empire aux dépens de Lucinius devenu le seul maitre de l’Orient.

### ConstantinIer(310 - 337)

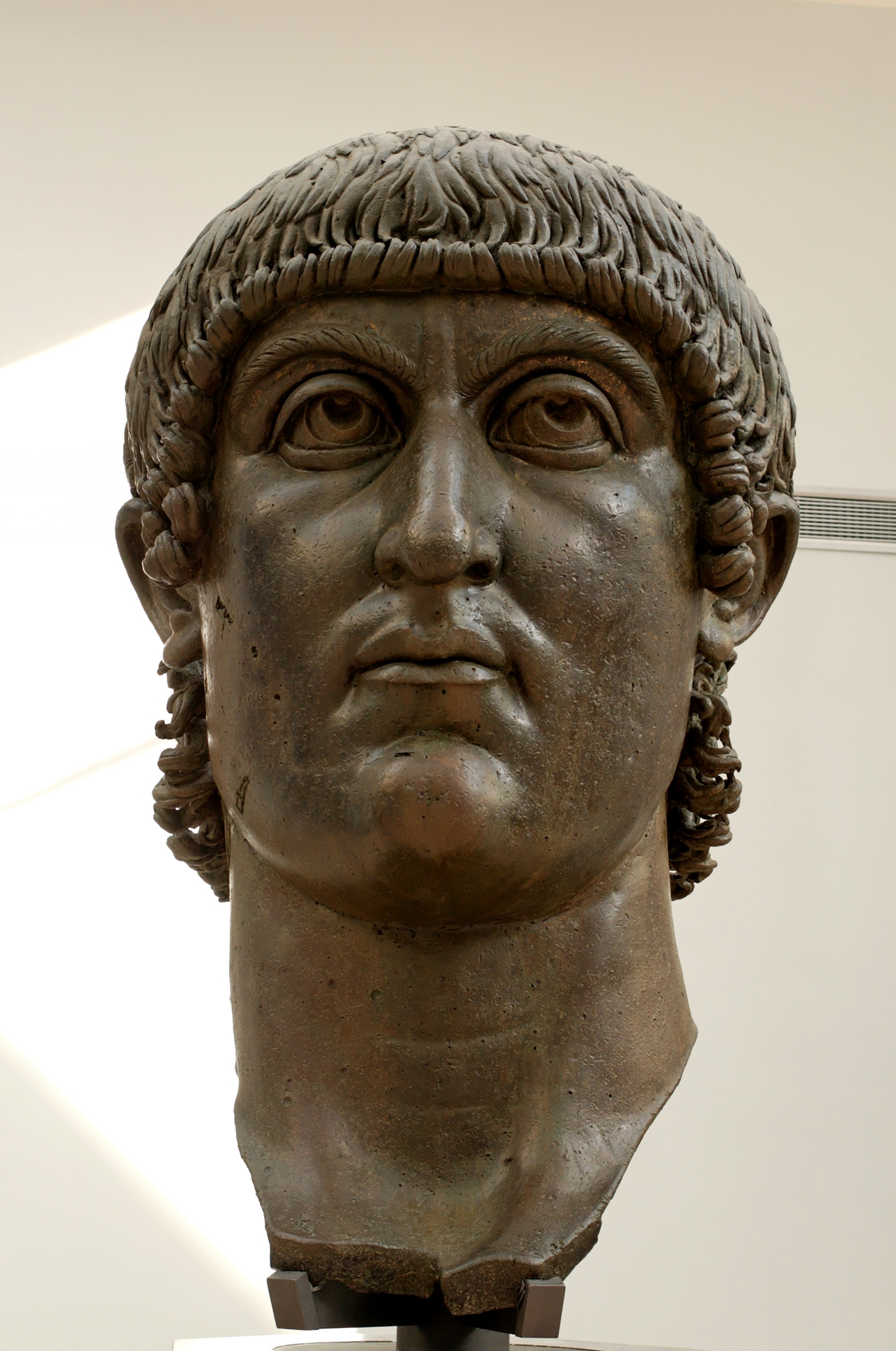
Tête du colosse en bronze de Constantin IVe siècle, musées du Capitole.

La fin de la tétrarchie marqua le retour au principe de l’hérédité. Même s’il fit assassiner son fils ainé, Crispus, né d’un premier mariage, Constantin nomma Césars les trois fils qu’il eut d’un second mariage : Constantin II en 317, Constance II en 324 et Constant en 333,. En décembre 335 il confia à chacun la responsabilité d’une partie de l’empire : Constantin II fut nommé responsable de la Gaule, de l’Espagne et de la Bretagne ; Constance II reçut l’Asie, la Syrie et l’Égypte ; Constant Ier, l’Illyricum, l’Italie et l’Afrique. Il éleva également un demi-neveu, Delmace, fils de Flavius Dalmatius, demi-frère de Constantin, à la dignité de César et lui confia la Thrace, la Macédoine et l’Achaïe, alors qu’il donna à un autre neveu, Hannibalianus le titre de roi des rois et la couronne d’Arménie encore à conquérir,.
Fait aussi important, l’ère de Constantin signifia le début de la fin du paganisme comme religion d’État, base politique autant que religieuse du système conçu par Dioclétien (Voir ci-après le chapitre « Religion »). L’édit, dit de Milan, de 313 établit la liberté de religion non seulement pour les chrétiens, mais aussi pour ceux qui professaient d’autres cultes. En ce début du IVe siècle, les chrétiens représentaient entre 10 et 15 % de la population de l’empire, mais déjà des hérésies déchiraient la nouvelle Église : le donatisme en Afrique, l’arianisme dans l’ensemble de l’empire et plus particulièrement en Orient.
En 330, Constantin fit le choix de l’antique ville de Byzance pour y fonder une nouvelle capitale à laquelle son nom restera attaché, Constantinople, même si elle est alors connue comme « Seconde Rome ». L’intérêt stratégique de l’endroit tenait au fait qu’il permettait d’intervenir rapidement à la fois sur le limes du Danube et en Mésopotamie contre les invasions barbares ; son intérêt commercial était d’être le point d’arrivée d’une des routes commerciales venant d’Extrême-Orient, une autre de l’Europe du Nord, en plus d’être une étape importante sur la route de pèlerinage vers Jérusalem ; enfin, il était situé dans un Orient en plein essor économique et culturel alors que l’Italie était en plein déclin,.
Que ce soit dans les domaines administratifs, financiers ou monétaires, Constantin complètera les réformes amorcées sous Dioclétien.
Il renforça la séparation entre pouvoirs civil et militaire. Les gouverneurs de provinces n’auront plus que la charge de l’administration civile, laissant à des généraux de carrière la protection des frontières. Afin d’éviter que ces mêmes gouverneurs ne puissent devenir si ambitieux qu’ils songent à usurper la pourpre, il conservera la multiplication dioclétienne des provinces veillant cependant à ce que celles-ci soient autosuffisantes : il abolira certaines provinces trop petites mais réunira la Numidie et divisera la Mésie.
À côté du préfet du prétoire, sorte de premier ministre chargé de la bureaucratie qui fait partie de son conseil privé ou comitatus, Constantin nommera en 326 quatre préfets régionaux : un préfet pour les Gaules résidant à Trèves, un pour l’Afrique résidant à Carthage, un pour l’Italie résidant vraisemblablement à Milan, un pour l’Illyricum résidant à Sirmium (et plus tard à Thessalonique),. Et si le préfet demeurera responsable du recrutement, de l’approvisionnement et de l’équipement de l’armée, il perdra la conduite des troupes qui sera confiée à deux militaires de carrière, le magister peditum et le magister equitum (litt : chef de l’infanterie ; chef de la cavalerie), alors qu’un magister officiorum (litt : chef des départements) sera chargé de la bureaucratie palatine et de l’ensemble de la fonction publique.
Pour l’administration civile, un magister officiorum (litt : maitre des offices) supervisera non seulement la garde personnelle de l’empereur (scholae), mais également les quatre principaux ministères ou bureaux (scrinaia). De plus, il crée un conseil privé ou comitatus (litt : groupe de compagnons) composé principalement mais non exclusivement de sénateurs.
Rome conservant son Sénat, Constantin en créera un nouveau pour sa « Nouvelle Rome ». Il y invitera les sénateurs romains prêts à déménager auxquels il ajoutera de nouveaux hauts-fonctionnaires. Depuis Auguste, la dignité sénatoriale (ordo senatorius) était héréditaire, mais il fallait assumer une magistrature pour faire son entrée au Sénat. À partir de Constantin Ier, c'est l'accession à la préfecture qui permettra l’entrée au Sénat. Y siégeront également les principaux hauts-fonctionnaires de l’État comme le maître des offices et le maître des soldats (général en chef) ainsi que les gouverneurs de province et des hauts-fonctionnaires à la retraite. Le nombre de sénateurs sera multiplié de sorte que, de 600 à l’origine, leur nombre passera à 2 000 sous Constance II.
Mais la grande nouveauté de cette administration est l’augmentation du nombre des fonctionnaires et la réorganisation de la fonction publique qui devient une sorte de milice civile reproduisant dans sa structure celle de l’armée. Le but était de lier plus étroitement les fonctionnaires à la personne de l’empereur, sorte de « général en chef » de la fonction publique. Une foule de notaires, de chargés de mission (agentes in rebus), près de 1 000 fonctionnaires au Ve siècle, et d'employés divers font de l'Empire romain une véritable bureaucratie.
Toutes ces réformes entrainaient une augmentation considérable des dépenses publiques que Dioclétien avaient déjà accrues. La recherche de nouvelles ressources conduisirent Constantin à créer de nouveaux impôts. Face à la crise financière qui menaçait, il avait dès après sa victoire sur Maxence remplacé l'aureus, fortement déprécié, par une nouvelle monnaie d'or, le solidus (ou solidus aureus) qui servira de fondement à un système monétaire qui connaitra une stabilité exceptionnelle jusqu'au XIe siècle dans l'Empire d'Orient.

### Les Constantiniens (337 - 363)

#### Constantin II, Constance II, Constant Ier (337-350)

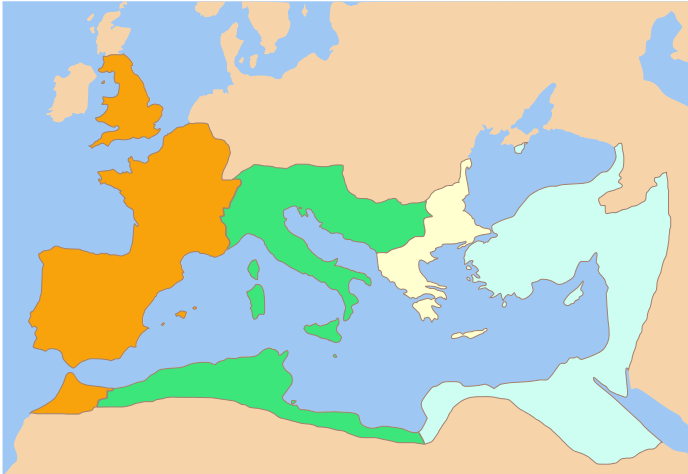
Division de l'Empire romain parmi les Césars nommés en 337 par Constantin Ier : d'ouest en est, les territoires de Constantin II (orange), Constant Ier (vert), Flavius Dalmatius (jaune) et Constance II (turquoise).

Constantin Ier avait avant sa mort réparti son empire entre ses trois fils et deux neveux. Quoique et les évènements et la chronologie soient confus il semble que l’armée ait refusé d’accepter que les neveux de Constantin aient part au partage. Les trois fils voulant se réserver l’ensemble de l’empire, on aboutit à un vaste massacre au sein de la famille impériale au cours duquel périrent à la fois les deux neveux ainsi que les demi-frères de Constantin. Le 9 septembre à Viminacium en Mésie, les trois frères survivants se partagèrent les diocèses : Constantin II, l’ainé, prit l’Occident, c’est-à-dire la Gaule, la Bretagne et l’Hispanie; Constance II conservait l’Orient en y ajoutant le diocèse de Thrace ; Constant qui n’était encore âgé que de quatorze ans semble avoir été mis sous la tutelle de Constantin II avec juridiction théorique sur l’Italie, l’Afrique et la Panonnie.
Malgré son jeune âge, Constant était un jeune homme ambitieux qui ne tarda pas à vouloir s’affranchir de la tutelle de son frère. Dès 339, il se révolta contre ce dernier, lequel marcha contre lui, traversant l’Italie avec ses troupes. Il sera tué dans une embuscade aux environs d’Aquilée. Constant prit alors le contrôle des territoires de son frère et il n’y eut plus que deux empereurs : Constance II en Orient et Constant en Occident.
Brutal envers les chrétiens donatistes, haineux envers les païens auxquels il interdit les sacrifices traditionnels, adversaire des ariens, Constant se montra également malveillant à l’endroit de l’aristocratie de Rome, tout en augmentant le poids de la fiscalité et de la bureaucratie sur la population. Vu son impopularité dans tous les milieux, il n’est guère surprenant qu’il ait été victime d’une conspiration militaire dirigée par son ancien général des armées du Rhin, Magnence, au début de 350. Tentant de s’enfuir en Hispanie, il fut rattrapé à Castrum Helenae (Elne, près de Perpignan) et mis à mort. Comme il ne laissait pas d’héritier, Constance resta le seul empereur, mais dut faire face à l’usurpateur Magnence,.

#### Magnence (350 - 353)
Acclamé empereur le 18 janvier 350 à Augustodunum (Autun), Magnence, ancien chef de la garde personnelle de Constant Ier, fut immédiatement reconnu par la Gaule, la Bretagne (Angleterre), l’Afrique et la Cyrénaïque. Retenu en Orient par la guerre contre les Perses, Constance II ne pouvait aller venger immédiatement son frère. Ce n’est que l’année suivante qu’une trêve avec les Perses lui permit de partir à la rencontre de Magnence. Les deux hommes se rencontrèrent dans les Balkans à Sirmium. La guerre opposera deux armées composées en majeure partie de barbares : celle de Magnence faite de Germains défendant la frontière rhénane, celle de Constance II d’Illyriens, hostiles aux Germains. Ce fut une guerre d’usure qui ne fut résolue qu’en septembre 351 à Mursa (Osijek sur la Drave). Les pertes furent énormes des deux côtés ; l’empereur d’Orient eut le dessus, mais Magnence réussit à s’enfuir jusqu’en Gaule où il fut définitivement vaincu près de Gap (Hautes-Alpes en France),,.
L’usurpation de Magnence devait avoir de lourdes conséquences aussi bien en Orient qu’en Occident. En Orient, Constance II maintenant âgé d’environ vingt-cinq ans affirmait sa personnalité : dans le domaine religieux il prit de plus en plus violemment partie pour l’arianisme, dans le domaine politique, il devint méfiant et facilement cruel à la fois à l’endroit de ses généraux et des Césars qu’il s’était adjoints. En Occident, il n’avait pas hésité à lancer sur les arrières de Magnence les Alamans du roi Chnodomar. Envahie par ceux-ci, la Gaule allait connaitre des années difficiles,.

#### Constance II seul empereur (353-361)

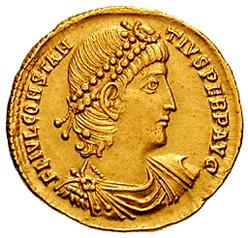
Solidus de Constance II, frappé à Antioche.

Constance continuera à régner seul pendant près d’une décennie. Occupé par la guerre contre les Perses et réalisant la nécessité de s’adjoindre un assistant, il nommera successivement deux survivants du massacre des demi-frères de Constantin Ier, Constantius Gallus de 351 à 354 qu’il fera exécuter, puis le demi-frère de celui-ci, Julien, qu’il investira de pouvoirs strictement militaires. Antithèse du militaire de carrière, Julien ne s’en couvrira pas moins de gloire à la bataille de Strasbourg en 357. Trois ans plus tard, ses troupes ayant appris que Constance voulait les envoyer en Perse se rebellèrent et proclamèrent leur commandant empereur. Constance dut abandonner la Perse pour aller combattre son cousin : il devait mourir en cours de route, mais non sans avoir auparavant eut la sagesse de faire de Julien son héritier, conservant ainsi l’unité de l’empire,.

### Interlude Julien (361 - 363)

La campagne de Julien contre les Perses au cours de laquelle il devait trouver la mort.

Le court règne de Julien constitua à la fois le prolongement de la dynastie constantinienne et l’échec du retour au paganisme.
Neveu de Constantin Ier, il était le dernier survivant, avec son demi-frère Gallus, de la branche cadette des descendants de l'empereur Constance Chlore. Rien ne laissait présager le destin qui devait être le sien. Élevé dans la religion chrétienne sous la direction des évêques ariens Eusèbe de Nicomédie et Georges de Cappadoce, il avait six ans lorsque la plupart des membres de la famille du deuxième mariage de Constantin Ier furent massacrés. Julien et Gallus eurent la vie sauve mais furent exclus de la vie publique. Isolé dans la forteresse de Macellum en Cappadoce, Julien dévora les livres chrétiens et païens de la riche bibliothèque philosophique de son tuteur,. En 347, il fut autorisé à rentrer à Constantinople, mais préféra continuer ses études à Nicomédie, à Pergame et à Athènes.
En novembre 355 Constance le fit César contre son gré et l’envoya en Gaule où se révélèrent des qualités militaires et administratives inattendues. Ce fut malgré lui qu’il fut acclamé par ses soldats. Ses quelque vingt mois de pouvoir furent caractérisés par une grande activité réformatrice, le retour du paganisme et une campagne malheureuse contre les Perses.
Prenant le contrepied de la politique centralisatrice de Constance, il favorisa l’autonomie des cités, s’appliqua à réformer les excès de la bureaucratie en particulier des collecteurs d’impôts et simplifia la justice tout en l’accélérant. Prince philosophe, il réduisit le cérémonial de la cour et abolit de nombreuses sinécures ainsi que la plupart des postes de notaires et d’agentes in rebus, chargés de mission agissant comme contrôleurs et espions de gouvernement central.
Dès les premiers mois de son règne il publia un édit de tolérance renversant les mesures persécutrices de Constant et de Constance : il rendait aux païens leurs biens et leurs temples tout en leur redonnant la permission de célébrer des sacrifices; il élargissait cette tolérance à toutes les sectes chrétiennes ; il protégeait les Juifs dont la religion traditionaliste et ethnique lui semblait avoir été déformée par le christianisme et il fit rebâtir le Temple de Jérusalem aux frais de l’État. Rapidement toutefois, cette tolérance se mua en hargne à l’endroit des chrétiens à qui il interdit d’enseigner la philosophie,,.
C’est à Antioche qu’il prépara, fin-362/début-363, une campagne préventive contre les Perses espérant rééditer la campagne de Trajan en 116. À la tête d’une armée de 65 000 hommes il pénétra en Perse. Une première victoire sur les bords du Tigre lui ouvrit la route de Ctésiphon. Mais les Perses pratiquant la politique de la terre brulée rendirent son avancée difficile. Arrivé devant Ctésiphon et réalisant qu’il ne pouvait prendre la ville, il ordonna la retraite. Le 26 juin, au cours d’un combat d’arrière-garde, il fut atteint par la lance d’un cavalier et mourut. Cette campagne marquait la fin des grandes expéditions, loin des frontières traditionnelles de l’empire,,.

### Les Valentiniens et les Théodosiens (364 - 455)

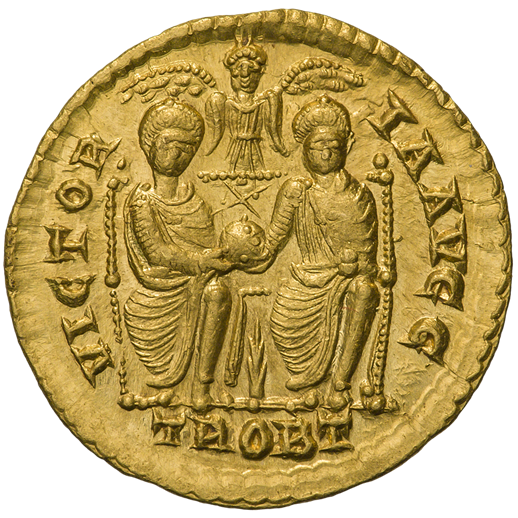
Valentinien et Valens assis sur un trône. Revers d’un solidus de Valens avec la légende « Victoria augg » (La victoire de nos augustes).

Élu à la hâte par les généraux d’une armée en déroute, Jovien (r. juin 363 – fév. 364), n’eut d’autre choix que d’accepter les termes d’une paix dictée par Chapour II avant d’entreprendre une retraite précipitée au cours de laquelle il devait lui-même mourir, vraisemblablement asphyxié dans sa tente par les vapeurs d’un brasero.
Son successeur fut le fruit d’un compromis entre hauts dignitaires militaires et civils : leur choix se porta sur l’un des leurs, Valentinien (r. 364-375) alors tribun des scholae secundae scutariorum, pannonien comme son prédécesseur, chrétien modéré, reconnu pour son énergie et son honnêteté. Ce choix résultait d’un compromis entre les clans gaulois et oriental; aussi exigea-t-on de lui qu’il s’adjoignît un coempereur, ce que fit Valentinien en choisissant son frère, Valens (r. 364 - 378) à qui il confia l’Orient,.
La dynastie qu’il fonda devait avoir une durée limitée en Orient, étant remplacée par la dynastie théodosienne dès la mort de son premier représentant, Valens, en 378 lors de la célèbre bataille d’Andrinople. En Occident, elle se perpétua jusqu’à la fin du règne de Valentinien III (r. 424-455).
Ayant établi son quartier général en Gaule et résidant principalement à Trêves de 365 à 375, Valentinien fit de la défense des frontières sa priorité. Près d’Amiens il tomba gravement malade en 366 et, pour éviter les problèmes de succession, dut nommer son jeune fils Gratien coempereur. Toutefois, il survécut et, après d’autres campagnes sur le Rhin, en Grande-Bretagne et en Afrique, mourut d’apoplexie après une rencontre animée avec des ambassadeurs quades à Brigetio en 376. Gratien assuma la succession, mais ses généraux doutant des capacités militaires de ce jeune homme studieux de seize ans proclamèrent coempereur le jeune Flavius Valentinianus (Valentinien II, r. 375-392), enfant de quatre ans et fils de Valentinien par sa deuxième épouse Justina. Valentinien adopta le jeune homme à qui il confia la gouverne théorique de l’Illyricum, de l’Afrique et de l’Italie.
Gratien régnera sur la partie occidentale de l’empire de 367 à 383 et Valens sur la partie orientale jusqu’en 378. Établi à Trêves, Gratien dut faire face aux Alamans qui traversèrent le Rhin en 378, ainsi qu’aux Goths qui ravagèrent la Thrace la même année et l’Illyricum l’année suivante. Mais ce furent ses politiques internes et religieuses qui provoquèrent sa chute. Le fait qu’il ait écarté de la haute administration les fonctionnaires païens au profit de chrétiens joint à son manque d’intérêt pour la chose militaire et sa prédilection au sein de l’armée pour sa garde personnelle composée de déserteurs alains et partant ariens, lui aliénèrent de vastes secteurs de la classe dirigeante. À l’été 383, alors qu’il se dirigeait vers la Rhétie où les Alamans s’agitaient, le « comes » de Bretagne, Magnus Maximus, fut acclamé empereur par ses troupes. Il traversa la Manche et affronta Gratien aux environs de Paris. Abandonné par ses troupes celui-ci dut s’enfuir vers les Alpes. Il fut assassiné à Lyon lors d’une rencontre avec son adversaire,.
En Orient, après avoir mis fin à la révolte de Procope, parent de l’empereur Julien, en 366, Valens se lança dans une campagne contre les Goths. Installé à Marcianopolis en Thrace (aujourd’hui Devnya en Bulgarie), il réussit deux ans plus tard à refouler ceux-ci en Transylvanie. Transférant sa capitale à Antioche, il tenta par une campagne contre les Perses de récupérer les provinces abandonnées par Jovien. Il mettra sept ans pour y réussir, mais ne pourra achever sa victoire : chassés de leurs territoires par les Huns, les Wisigoths étaient venus s’installer en 376 près de la mer Noire en Silistrie (Bulgarie). Certains d’entre eux furent autorisés à s’installer dans l’empire,, mais exploités par des chefs militaires romains peu scrupuleux, ils se rebellèrent et Valens dut envoyer deux armées contre eux. Le 9 aout 378, sa propre armée fut défaite et l’empereur tué lors de la bataille d’Andrinople. 
Valens ne laissant pas d’héritier mâle, il appartenait à Gratien devenu Auguste sénior de lui désigner un successeur. Réalisant qu’il ne pouvait faire face seul au péril qui menaçait tant l’Orient que l’Occident, Gratien se tourna vers un général espagnol, Théodose, à qui il confia l’Orient de même que les diocèses de Dacie et de Macédoine qui faisaient jusque-là partie de son propre domaine. Celui-ci fut promu Auguste à Sirmium le 19 janvier 379,,.

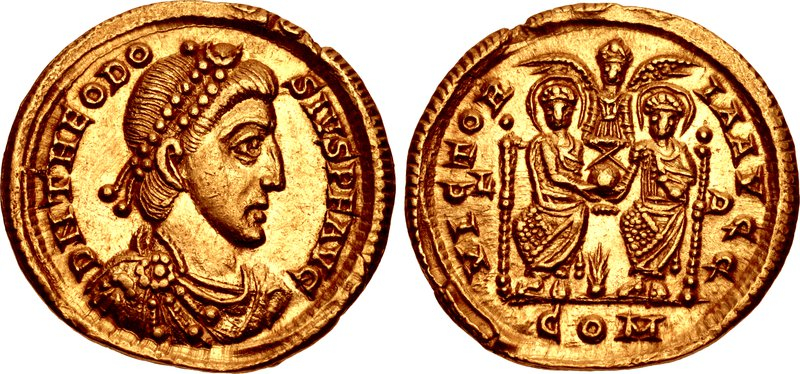
Solidus de Théodose le représentant au verso en compagnie de son coempereur occidental Valentinien II qui régna en même temps que Gratien.

Théodose Ier (r. 379-395) devait être le premier empereur à régner presque constamment à partir de Constantinople,. Dès 383, il proclama son fils ainé âgé de six ans, Arcadius, coempereur. Il fera de même avec son autre fils, Honorius, en 393. Durant son règne, il devra faire face à trois défis importants. Le premier sera la lutte contre deux usurpateurs : Magnus Maximus (usurpateur 384-388) qui, après avoir défait Gratien, s'était emparé de toute la préfecture des Gaules et occupait Rome et l'Italie entière au détriment de Valentinien II, ainsi qu’Eugène, proclamé co-empereur romain d'Occident en 392 à la suite de la mort de Valentinien II par le général franc Arbogast, que Théodose se refusa à reconnaitre lui opposant son propre fils, Honorius. La deuxième est la rapide propagation du christianisme. L’Édit de Thessalonique en mai 380 fit du christianisme la religion officielle de l’État. Mais la résistance se fit sentir tant chez les païens que les Juifs ainsi que, chez les chrétiens eux-mêmes, les hérétiques qui ne partageaient pas le Credo de Nicée (325) dont les Manichéens. Enfin, les barbares continuaient leur pression aux pourtours de l’empire. Après la défaite d’Andrinople, Théodose n’avait plus d’armée à leur opposer. Tout en menant une guerre de guérilla à ceux qui continuaient à ravager les Balkans, il choisit d’intégrer et d’assimiler ceux qui le désiraient dans sa nouvelle armée. En octobre 382, il signa avec les Goths un traité qui, pour la première fois, reconnaissait ceux-ci et les installait le long du Danube en tant que « peuple fédéré ». 
Théodose devait être le dernier empereur à régner sur un empire unifié. À sa mort, Arcadius, âgé de dix-huit ans, deviendra empereur senior en Orient et Honorius, âgé de dix ans, empereur junior en Occident. Pour les contemporains toutefois, il ne s’agissait pas d’une division de l’empire, mais plutôt d’un nouveau partage des tâches. Les liens dynastiques entre les deux branches de la famille ne seront rompus qu’avec l’avènement de Léon Ier, d’origine thrace en 457 ; les lois et décrets seront signés par les deux empereurs et, théoriquement, auront cours dans les deux parties de l’empire. C’est aussi la période où, soit en raison de leur jeune âge, soit de la faiblesse de leur caractère, les empereurs deviendront les jouets de leurs conseillers immédiats : généraux d’armée comme Stilicon à l’Ouest, préfets du prétoire comme Rufinus à l’Est. C’est aussi une période où, en Occident, se lèveront plusieurs usurpateurs comme Constantin III (407-411), Maxime (409-411) et Priscus Attale (409 - 410 et 414 - 415) sous le règne d’Honorius ainsi que Jean (423-425) que Théodose II viendra renverser au profit de Valentinien III (r. 425-455).
C’est aussi une période où se manifesteront les conséquences de la politique d’intégration des barbares dans l’armée et d’assimilation de leurs peuples à l’intérieur de l’empire initiée par Théodose. Nombre de barbares se retrouveront aux postes de commande de l’armée face à d’anciens compatriotes alors que leurs populations bien qu’en partie assimilées n’auront guère de sentiment de loyauté face à l’empire. Alaric, roi des Wisigoths depuis 395, envahit l’Italie à trois reprises, invasions qui se terminèrent par le sac de Rome en 410 après qu’il eut persuadé le Sénat de nommer Priscus Attale empereur,.
En 407, le général Constantinus (Constantin III) abandonna la Grande-Bretagne où ses soldats l’avaient proclamé empereur pour venir s’établir à Trèves puis à Arles ; toutefois il ne parvint pas à interdire aux Vandales, Alains et Suèves de franchir les Pyrénées et de s’installer en Hispanie. Enfin, c’est la période où Honorius, réalisant qu’il ne pouvait plus garder le contrôle de l’Angleterre, l’armée une fois partie, dut envoyer à ces villes des lettres les encourageant à se défendre seules,.

### Les empereurs fantoches (455 - 476)

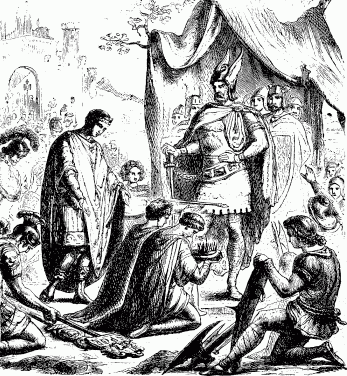
Romulus Augustulus remettant sa couronne à Odoacre. Illustration de Charlotte Mary Yonge, (1823-1901).

Valentinien III n’ayant pas d’héritier mâle, la dynastie théodosienne qui devait s’éteindre avec la mort de Marcien en Orient en 457, s’éteignit avec lui en Occident en 455. À sa mort, le sénateur Petronius Maximus (r. mars 455- mai ou juin 455) s’empara du trône, forçant la veuve de Valentinien, Licinia Eudoxia, à l’épouser pour établir une légitimité dynastique, mais cette succession ne fut toutefois pas reconnue par l’empereur d’Orient, Marcien, trop âgé pour gouverner les deux empires. Commence alors pour l’empire d’Occident un déclin irrémédiable, victime à l’intérieur de prises de pouvoir par divers personnages sans légitimité et à l’extérieur d’invasions venant d’Afrique (les Vandales) et d’Europe centrale (les Wisigoths).
À la suite de l’assassinat de Petronius Maximus en 455 et du pillage de Rome par le roi des Vandales, Genséric, l'aristocratie gallo-romaine fit proclamer l'Arverne Avitus (r. juillet 455 - octobre 456) empereur à Arles avec le soutien du roi des Wisigoths Théodoric II, qui avait besoin de son aide pour combattre les Vandales. Reconnu par l’empereur d’Orient, Léon Ier, il ne le fut pas par la population de Rome qui n’avait pas participé à son choix. Il fut renversé par le patrice Ricimer avec l’appui de l’aristocratie romaine. Suivirent plusieurs mois d’hésitation au terme desquels le général Majorien se proclama lui-même Auguste le 28 décembre 457. Mais son autorité ne dépassait plus guère les limites de l’Italie, le sud de la Gaule et le sud de l’Espagne ; déjà les Wisigoths étaient maitres d’une grande partie de la Gaule et de l’Espagne. Au retour d’une expédition ratée pour reconquérir l’Espagne il fut arrêté et exécuté par Ricimer.
Débarrassé de Majorien, Ricimer devint le véritable maitre de l’empire d’Occident. Mais d’origine barbare, il ne pouvait accéder lui-même au trône. Aussi nomma-t-il des empereurs-fantoches qui se succéderont rapidement : Libius Severus connu sous le nom de Sévère III (r. 461-465), Anthémius (r. 467-472), Olybrius (r. avril - novembre (?) 472). À nouveau, Léon Ier refusa de reconnaitre le choix de Ricimer, lequel décéda au mois d’aout 472. Son neveu, un jeune prince burgonde du nom de Gondebaud fit alors nommer empereur le chef de sa garde personnelle, Flavius Glycerius ou Glycère (r. mars 473). Léon Ier étant mort entretemps, le nouvel empereur, Zénon (r. février 474 - janvier 475; aout 476 - avril 491) chargea le gouverneur de Dalmatie, Julius Nepos, de rétablir l’ordre en Occident. Celui-ci débarqua à Ravenne au début de 474 et mit en fuite Glycère qui, n’ayant pas d’armée, chercha à gagner Rome où le Sénat lui ferma les portes de la ville. Fait prisonnier, Glycère sera destitué et nommé évêque de Salone en Dalmatie.
Le 24 juin 474, Julius Nepos (r. juin 474-aout 475) se fit acclamer empereur par sa petite troupe, mais sans avoir l’appui des Romains qui le considéraient comme un Byzantin. Des sénateurs s’entendirent alors avec le général en chef des armées, Oreste, originaire d’une famille romaine de Pannonie, pour renverser Népos. Se contentant d’assurer la régence, Oreste fit nommer empereur son fils Romulus Augustule, un adolescent d’environ quinze ans, le 31 octobre 475. Mais les coffres de l’État étaient vides et les militaires n’avaient pas reçu leur solde depuis longtemps. Sous la conduite d’un officier de la garde impériale, Odoacre, fils du roi des Skires et à ce titre exerçant une grande influence sur les autres contingents barbares, ils réclamèrent à Oreste le tiers des terres d’Italie. Sur le refus de celui-ci, ils se révoltèrent et proclamèrent Odoacre roi d’Italie le 23 aout 476. Oreste s’enfuit d’abord à Pavie, puis à Plaisance où il sera rattrapé et décapité, alors que son fils, Romulus Augustulus aura la vie sauve après avoir signifié son abdication au Sénat. Il ne restera plus à Odoacre qu’à renvoyer à l’empereur Zénon les ornements impériaux lui signifiant qu’il était maintenant l’unique empereur d’Orient et d’Occident.
En soi, cet évènement ne constituait pas une rupture profonde avec le passé. Dans l’Italie devenue un royaume germanique, on s’était habitué à ce que le nouvel empereur soit choisi après quelques mois par le véritable maitre du pays. Cette fois cependant, il s’agissait d’une rupture définitive et, écrivant en 551, l’historien Jordanès ne s’y trompa pas lorsqu’il écrivit : « Ainsi, l’Empire occidental et le principat du peuple romain que le premier des Augustes, Octave Auguste, avait détenu à partir de l’an 709 de la fondation de la Ville, périrent-ils avec cet Augustulus en la 622e année de règne des empereurs qui l’avaient précédé ».

## Fin du Bas-Empire en Orient
Si la date de la fin de l’empire d’Occident coïncide avec la déposition de Romulus Augustus, elle demeure floue en ce qui concerne l’empire d’Orient, où la transition avec l'Empire byzantin n'est marquée par aucun événement aussi radical, et varie selon les auteurs de la fondation de Constantinople en 330 à l'avènement d'Héraclius en 610.

## Caractéristiques du Bas-Empire

### L’administration impériale

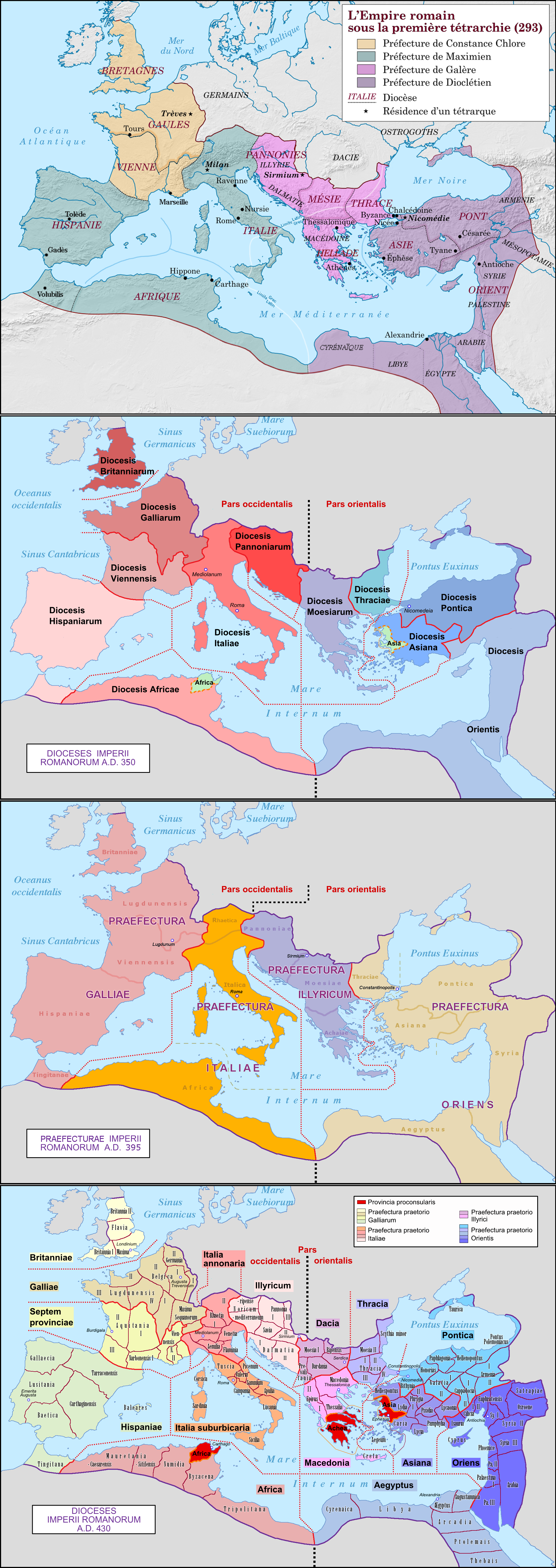
Évolution territoriale de l’Empire romain de la première tétrarchie (avec les zones d’influence de chaque tétrarque) aux diocèses et provinces du Ve siècle.

En théorie, rien ne change entre le Haut et le Bas-Empire. Il y a toujours un ou deux empereurs, un Sénat (maintenant deux), des magistrats, des gouvernements provinciaux et des municipalités. Toutefois leurs rôles et pouvoirs évoluent au fur et à mesure que s’institutionnalise le caractère divin de l’empereur.
À partir d’Auguste et du Principat, le princeps était devenu un véritable monarque, alors que les institutions républicaines, bien que maintenues, perdaient leurs pouvoirs. Et si l’empereur n’est plus un dieu (suppression du culte impérial sous Constance), il est devenu celui qui a été choisi par Dieu. L’acclamation d’un nouvel empereur par l’armée, sa ratification par le Sénat et le peuple ne font que confirmer ce choix divin. D’où le caractère « sacré » de tout ce qui touche à sa personne ainsi que le cérémonial qui s’organisera au sein d’une cour où titres et fonctions se multiplient et dont l’aspect le plus oriental sera le rite de l'« adoration » qu’exige Dioclétien,. Autre caractéristique tel que mentionné plus haut : le retour à l’idée dynastique mise à mal pendant la crise du troisième siècle et l’anarchie militaire. Sauf Jovien et Valentinien, tous les empereurs tenteront (quelques-uns maladroitement) de se rattacher à la famille de Constantin : ainsi le fils de Valentinien, Gratien, épousa la fille posthume de Constance alors que Théodose épousera en secondes noces la dernière fille de Valentinien et de Justine, Galla.
Auprès du prince se trouve un Conseil privé formé au début de membres de l’ordre équestre que Constantin transformera en sénateurs et qui, après 337, prendra le nom de Consistoire sacré (Sacrum Consistorium). Les quatre membres permanents de ce Consistoire seront les « comte des largesses sacrés » (ministre des Finances) et « comte de la chose privée » (ministre du patrimoine privé), le maitre des offices (chargé de la bureaucratie) et le questeur du palais sacré (questor sacri palatii) qui est le porte-parole de l’empereur au Consistoire.
Un des changements radicaux du Bas-Empire est la croissance de l’appareil bureaucratique, résultat de la concentration des pouvoirs entre les mains du prince. Alors que l’administration centrale employait moins de 1 000 fonctionnaires sous les premiers empereurs, ils seront plus de 35 000 à la fin du IVe siècle.
Quant au Sénat de Constantinople, créé par Constantin pour faire pendant à celui de Rome, le nombre de ses membres passa à 2 000, Constance II et ses successeurs immédiats y faisant entrer amis, courtisans et divers fonctionnaires de province. Si ses pouvoirs sont des plus réduits, il continuera à jouir d’une haute réputation et d’une influence certaine, regroupant titulaires en exercice ou à la retraite des plus hautes fonctions de l’État comme le maître de la milice et les préfets du prétoire, d’importants fonctionnaires comme les proconsuls, les vicaires et les gouverneurs militaires des provinces (duces) ainsi que les gouverneurs de provinces et autres hauts-fonctionnaires,.
Dans les années 260, l’empire comptait quelque 50 provinces. Au début du IVe siècle, après les réformes de Dioclétien, près de 100 . Dioclétien les regroupera en douze nouvelles circonscriptions appelées « diocèses ». Chaque diocèse avait à sa tête un « vicaire » (vicarius) qui se rapportait à l’un des deux préfets du prétoire. À l’origine principaux conseillers militaires des deux Augustes, ces préfets deviendront progressivement leurs premiers ministres, jouissant d’une autorité étendue dans presque toutes les sphères du gouvernement, que ce soit militaire, judiciaire, financière et administrative. Les fils de Constantin s’étant divisé son empire, chacun se dotera de son propre préfet chargé d’un secteur géographique propre, si bien que d’une fonction personnelle la préfecture du prétoire en viendra à désigner une division administrative regroupant un certain nombre de diocèses. À partir de la fin du IVe siècle il y aura quatre préfectures du prétoire (Gaules, Italie, Illyricum et Orient), nombre qui demeurera stable jusqu’à Justinien,.
Mais alors que le Haut-Empire, formé essentiellement de cités, de municipes et de colonies pouvait être considéré comme l'« âge d’or » des municipalités, la centralisation du pouvoir conduisit sous le Bas-Empire à une perte de leur autonomie avec l’apparition sous Dioclétien des « curateurs de cité » (logistai) dont les compétences, uniquement financières au départ, s’étendront progressivement à toute l’activité municipale, ainsi que des « défenseurs de la ville » (defensor civitatis) qui, de leur rôle de protecteurs des pauvres contre les riches, deviendront eux-mêmes des magistrats chargés entre autres de la collecte des impôts et des taxes,. Seules deux villes échappaient à ce système : Rome et Constantinople qui disposeront toutes deux d’un « Préfet de la Ville » jouissant d’un grand prestige et disposant de pouvoirs très étendus.

### L’organisation militaire
Face aux invasions barbares qui constituèrent le plus grand défi du Bas-Empire, l’armée constituait un rouage essentiel de l’État que divers empereurs ne dédaignaient pas de conduire en personne quitte même, comme les empereurs Julien et Valens, à y perdre la vie. C’est aussi en son sein que l’on continua à aller chercher de nouveaux empereurs comme Jovien et Valentinien Ier avant que l’on en revienne au principe dynastique.
Selon Jean le Lydien, fonctionnaire et écrivain de l'Empire romain d'Orient du VIe siècle, l’armée de terre comptait sous Dioclétien 389 704 hommes et la marine 45 562. Les estimations modernes suggèrent plutôt une force allant de 400 000 à 600 000 au milieu du IVe siècle,,. La grande majorité des soldats étaient des conscrits ou des fils de soldats. On incorporait également des prisonniers, y compris des soldats des armées vaincues. Progressivement le nombre de barbares s’accrut substantiellement. Le fait que plusieurs empereurs durent émettre des édits punissant ceux qui se mutilaient pour échapper au recrutement semble montrer que le métier n’était pas populaire dans toutes les couches de la société.
L’armée du Bas-Empire présente un visage bien différent de celle du Haut-Empire, laquelle était essentiellement une armée de frontières disposée le long d’une zone appelée « limes » composée de camps fortifiés et de fortins plus petits reliés grâce à un imposant réseau routier, le tout visant à assurer la sécurité à l’intérieur de l’empire.
Depuis Th. Momsenn, les experts ont discuté du rôle respectif de Dioclétien et de Constantin dans la réorganisation de l’armée). Pour Marcel Le Glay, Dioclétien apporta quatre changements majeurs :
- il augmenta le nombre des légions qui passa de 39 à 60 souvent en fragmentant les anciennes légions dont certaines virent diminuer leurs effectifs de 6 000 hommes à 1 000. Les provinces situées le long du limes disposaient généralement de deux légions et de deux détachements de cavalerie (vexillationes)[136] ;
- le dispositif militaire demeura pratiquement le même : les légions, dites « limitanei », demeurèrent flanquées d’unités auxiliaires, ailes de cavalerie (600 hommes) et cohortes de fantassins (300 hommes). Toutefois, les ailes de cavalerie passèrent de 4 à 9 et les cohortes de fantassins de 28 à 37[136] ;
- il remit en état ou renforça les fortifications frontalières : en Orient on construisit la « strata Diocletiana » avec son réseau de routes reliant forts et campements; en Égypte on transforma le temple d’Amon de Louqsor en un vaste camp accueillant la « legio III Diocletiana »; sur le limes rhénan, on construisit des forteresses qui, si elles étaient plus petites que celles du Haut-Empire, étaient plus nombreuses[137] ;
- enfin, il organisa autour de l’empereur une armée spéciale, le comitatus, garde impériale formée de cavaliers et de détachements d’infanterie qui pouvait intervenir comme force de réserve et qui était sous le commandement direct de l’empereur[138].

Constantin complètera ces réformes en établissant une armée de manœuvre, concentrée à l’intérieur du territoire et à la disposition immédiate du commandement. Sous le nom de « comitatenses » ces troupes de campagne constitueront l’essentiel de l’armée. À partir de ce moment on peut considérer trois catégories de militaires :
- aux frontières, les « ripenses » (litt. « riverains »), soldats-cultivateurs qui prenaient les armes pour défendre leurs terres et leurs biens ;
- à l’intérieur, des unités de 1 000 hommes, les « comitatenses », jouissant d’avantages fiscaux plus grands que les « ripenses » ;
- une force d’intervention rapide formée par des « alares » (litt : ailes) de cavaliers et de « cohortales »[139].

### L’économie

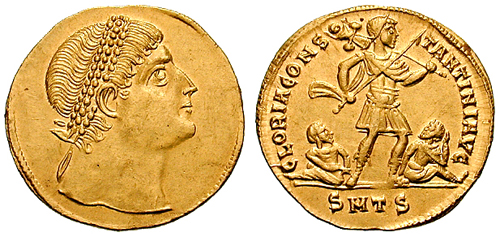
Monnaie d'un solidus et demi de Constantin, 327, frappé à Thessalonique.

Des extrapolations permettent d’estimer la population de l’Empire d’Orient à environ 24 millions d’habitants vers 350, laquelle atteindra 30 millions sous Justinien Ier après la reconquête de l’Italie et de l’Afrique ; la population de l’Empire d’Occident pour sa part est estimée à un peu moins de 20 millions, déséquilibre qu’augmentera le développement de Constantinople et des métropoles d’Orient. Constantinople et Alexandrie devaient compter aux IVe siècle et Ve siècle quelque 500 000 habitants, Antioche 200 000 et Thessalonique 140 000,.
La crise du troisième siècle avait non seulement perturbé la vie politique de l’empire; elle avait aussi résulté en une grave crise économique. La nécessité de lutter contre les invasions d’une part, les luttes intestines entre généraux d’autre part, conduisirent à une augmentation des dépenses militaires qui constituaient la moitié des dépenses de l’État. L’échec des réformes du système monétaire sous Aurélien (r. 270-275) conduisirent à un problème structurel pour l’État et à une augmentation sans précédent de l’inflation. Le troc fit sa réapparition alors que diminuait l’économie monétaire.
La division des provinces, la croissance de la bureaucratie, les réformes de l’armée par Dioclétien ne firent qu’accroitre ce problème. L’empereur tenta d’y remédier en instituant un système d’impôt tenant compte de la terre (jugum), du paysan (caput) et de son bétail (caput animalium), ce qui nécessita une gigantesque entreprise de recensement des biens et des personnes dans l’empire, recensement qui devait être ajusté tous les cinq ans par la suite et, enfin, d’une réforme du système monétaire,,. À côté des pièces d’argent et d’or, il multiplia les pièces de cuivre servant pour les transactions quotidiennes, dévaluant les « nummi » d’Aurélien de 5 à 2 deniers. Il résulta de cette dévaluation que non seulement les prix continuèrent à augmenter, mais que les pièces d’or et d’argent se traitèrent à un cours supérieur à leur valeur nominale,. Cette réforme n’eut donc pas les résultats escomptés et, l’inflation s’accélérant, il dut à la fin de 301 promulguer la « Loi du Maximum » qui fixait les prix maximum des denrées et des objets ayant valeur commerciale et à les taxer en conséquence,.
Il revint à Constantin Ier de faire une nouvelle réforme, revenant à une base or : le « solidus » qui remplaça l'« aureus » jusque-là monnaie officielle de l’empire. Il restera le pivot du système monétaire byzantin pendant dix siècles et servira longtemps de monnaie d’échange autour de la Méditerranée. Il modifia également le recensement des biens de l’État, base de la taxation, qui se fera dorénavant à tous les quinze ans et que l’on appellera depuis « indiction »,. Il créa également de nouveaux impôts frappant surtout les hautes classes de la société (les « clarissimes ») et les villes.
Alors que l’État intervenait peu dans la production, le transport ou la vente des biens de consommation sous le Haut-Empire, il résulta des réformes de Dioclétien et de Constantin un nouvel « interventionisme » de l’État dans la vie économique, même si celui-ci eut surtout tendance à s’adapter aux lois du marché qu’à les diriger, lesdites interventions survenant surtout en période de crise. Au point de vue social, cependant, elles se traduisirent par l’accaparement par les « puissants » (« potentes ») de l’économie et le cloisonnement social.

### Société

#### Une société qui se transforme
La centralisation impériale du pouvoir et la mise en place progressive d’une administration efficace sur l’ensemble de l’empire aura entre autres conséquences de « fixer » les classes sociales. La société du Haut-Empire en était une divisée en « ordres » (ordo) où sénateurs et chevaliers jouissaient de privilèges allant pratiquement de soi, mais où un esclave pouvait avoir l’espoir de devenir un affranchi et le fils de celui-ci non seulement un citoyen de plein droit, mais même un magistrat. Déjà sous les Antonins, cette société d'« ordres » se transformait en une société de « classes » dans laquelle les inégalités sociales de fait devenaient sanctionnées par une inégalité de droit. Le grand juriste des Sévères au IIIe siècle, Ulpien, distingue pour la première fois dans cette société romaine où tous les citoyens étaient pourtant réputés égaux en droit, les « petites gens » (humiliores) et les « puissants » (potentiores ; possessores ; honestiones). Un siècle plus tard, les faveurs dont jouissent les honestiones sont précisées par le droit : pour un même délit, les honestiones seront punis par une peine d’exil ou d’amende alors que les humiliores seront punis de mort.
Cette inégalité en droit se traduisit également en inégalité dans l’administration de la justice. Dans l’empire de Dioclétien le tribunal de première instance était celui du gouverneur de province, ce qui impliquait des déplacements longs et couteux pour les gens n’habitant pas la capitale provinciale, surtout que le gouverneur ne pouvait entendre que les causes les plus importantes. Un appel de ses décisions à l’empereur exigeait de nouvelles dépenses et avait peu de chance d’être retenu, surtout si l’empereur était occupé par une guerre contre les Perses ou les barbares.
Au sommet de la pyramide sociale la croissance du pouvoir impérial et l’accroissement de la bureaucratie ébranlent les institutions traditionnelles, lesquelles si elles conservent leur aura et leur pouvoir d’attraction, perdent en fait leurs pouvoirs. À la fin du IIIe siècle alors que disparait l’ordre équestre, ni le Sénat ni l’ordre sénatorial n’exercent le pouvoir qui fut le leur sous le Haut-Empire. Si le but de tout sénateur demeure d’être nommé consul et de pouvoir donner son nom à l’année, le consulat n’est plus qu’un titre et même le privilège de donner son nom à l’année sera remplacé par l'« Indiction ».
Si elle perd son pouvoir strictement politique, cette aristocratie garde une bonne partie de son influence grâce à son poids économique basé sur d’immenses domaines fonciers disséminés à travers l’empire. Qu’ils vivent en ville pour ne venir inspecter leurs domaines qu’à l’occasion, ou retirés dans des « villae » au milieu de leurs terres, ces « possessores » sont de plus en plus intéressés par la mise en valeur de leurs terres et l’accroissement tant de leurs revenus que du patronage qu’elles leur permettent d’exercer à la fois sur leurs paysans et sur les municipalités lorsque leurs terres sont situées sur le territoire d’une cité ou près de celle-ci.

#### Les grands domaines
De même, le monde romain du Haut-Empire qui avait surtout été un monde où l’importance était donnée aux villes, voit les campagnes prendre une plus grande place en raison de la multiplication des grands domaines. Commencé dès le début de l'empire, le développement des grands domaines ruraux atteignit son point culminant aux IIIe siècle et IVe siècle. Ils sont la propriété de gens fortunés généralement issus de la classe sénatoriale de plus en plus nombreuse et dont les membres vivent la plupart du temps en ville où ils sont associés aux grands propriétaires de transport maritime et aux grands marchands. Ils constituent la couche sociale-pivot sur laquelle reposent les finances de l’État : d’une part ils sont responsables envers celui-ci du paiement des impôts par les tenanciers du domaine, d’autre part, l’État leur garantit la main-d’œuvre nécessaire en liant de plus en plus les petits à leurs terres. À partir du IVe siècle l’affaiblissement des gouvernements municipaux allait profiter à ces « possessores » et les grands domaines eurent tendance à se transformer en unités fiscales autonomes sous la seule responsabilité du gouverneur provincial.
La situation varie cependant selon les régions de l’empire bien que les grands domaines impériaux soient partout répandus : en Égypte d’abord, mais aussi en Italie, en Espagne et en Afrique. En Afrique pratiquement tout ce qui n’appartient pas à l’empereur appartient à de grandes familles sénatoriales. En Égypte, à côté des domaines impériaux existaient des villages de paysans libres. En Orient où les grands propriétaires possèdent souvent des terres éparses sur un vaste territoire subsistaient également des terres appartenant à un temple dont les colons étaient les « serfs du dieu »,. Il en ira de même dans l’Italie du Ve siècle où les grandes propriétés sont constituées de domaines épars de grandeur variable.

#### Les «cités»
Le Haut-Empire romain était constitué d’un ensemble de cités (en latin civitates, en grec ancien πόλεις / póleis), communautés autonomes composée d’une ville et des territoires ruraux qui en dépendaient. On comptait plus de 900 entités juridiquement reconnues comme « cités » bien qu’une poignée seulement devait avoir une population supérieure à 10 000 âmes, la plupart devant se situer autour de 1 000 et quelques-unes pas plus de quelques centaines. Elles servaient à la fois de centre de collecte des taxes, de siège pour les autorités civiles et ecclésiastiques, de fortification contre les ennemis et de marché public. S’il existait des cités où une ville jouait un rôle primordial (par exemple Athènes comme centre intellectuel, Alexandrie pour son port et son industrie), la grande majorité de celles-ci étaient essentiellement de petite taille et tiraient leur richesse des terres agricoles qui les entouraient.
Ces cités étaient dirigées par un collège de magistrat appelé « curia » (boulè en Grèce), et ses membres désignés à l’origine sous le nom de décurions, devinrent les curiales. Ce conseil municipal était normalement formé de quelque cent membres, élus à l’origine, cooptés ensuite par les « hommes respectables », c’est-à-dire ayant le statut de citoyen de la ville et étant de fortune aisée ; ils devaient être âgés d’au moins vingt-cinq ans et avoir rempli un terme d’office comme maire ou « duumvir ». Être désigné comme membre de la curie était alors une source d’honneur et de prestige.
Dans le Bas-Empire, aux aristocrates qui constituaient les curies s’ajouteront des marchands, hommes d’affaires et propriétaires terriens possédant une certaine fortune. En effet, on attendait d’eux qu’ils fournissent les fonds pour l’édification et l’entretien de monuments publics, des temples, des fêtes et des jeux. Ils deviendront également responsables de la collecte des taxes impériales, de la nourriture et du logement des troupes stationnées dans leur municipe ainsi que de la poste impériale (cursus publicus) dont les frais étaient à charge des propriétaires terriens dont ils traversaient les domaines.
Si Constantin Ier avait fait de la curie un organisme officiel en donnant à ses membres des droits et obligations spécifiques, lui et ses successeurs confisqueront au profit du trésor impérial les dotations, taxes locales, loyers des terres et édifices officiels qui jusque-là revenaient aux municipalités. Cette charge devint alors financièrement ruineuse sauf pour les plus fortunés, surtout dans la partie occidentale de l’empire où l’établissement de nombreux groupes barbares perturbait l’administration de l’empire. Nombreux furent alors les possibles candidats à ces postes qui s’enrôlèrent dans l’armée ou la fonction publique, ou encore entraient dans les ordres, pour échapper à ce qui avait été autrefois un honneur très recherché. Pour lutter contre cette évasion non seulement Constantin fit-il de cette fonction une charge publique obligatoire, mais il interdit à ses membres de changer de statut une fois nommés.
Dans le courant du Ve siècle, les curiales furent de plus en plus recrutés parmi les « notables », c’est-à-dire des personnes qui ne faisaient pas « ex officio » partie de ces conseils : sénateurs, magnats, anciens commandants militaires possédant de grands domaines, évêques, anciens hauts-fonctionnaires ayant fait fortune, etc.,. Mais déjà, les conseils municipaux perdaient progressivement leur autonomie étant de plus en plus soumis au contrôle impérial qui y dépêchait des agents de l’État. C’est ainsi par exemple que les « défenseurs de la cité » (defensores civitatis), institués par les empereurs Valentinien et Valens pour protéger les plus faibles contre les puissants et dont le rôle avait été renforcé sous Justinien, deviendront les véritables chefs de la cité, présideront l’assemblée des curiales, dirigeront les finances et exerceront la justice municipale. Les curia devaient disparaitre définitivement sous le règne de Léon VI (r. 886-912).

### Religions

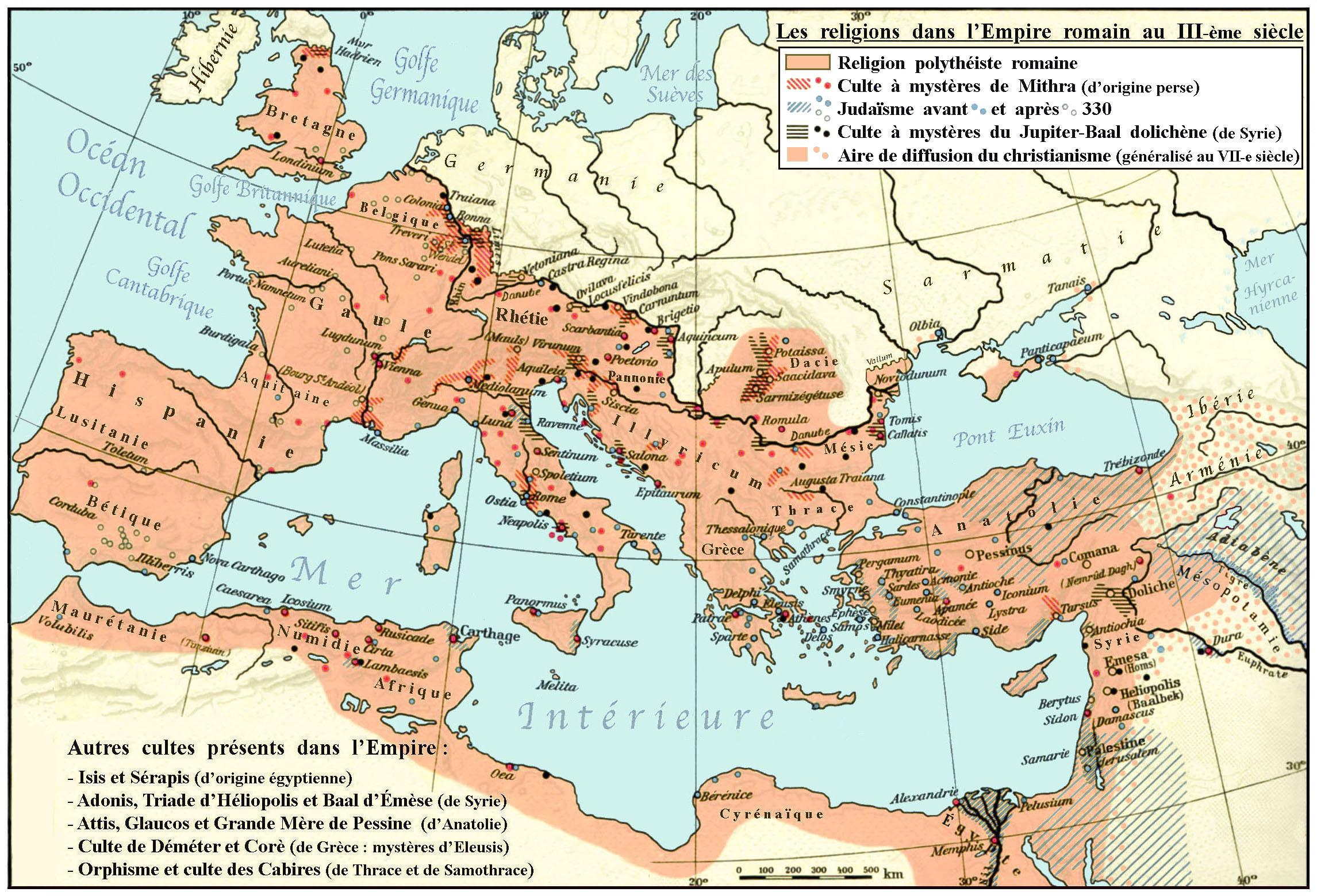
La diversité religieuse dans l'Empire romain durant l'antiquité tardive, mentionnant des cultes à mystères, l'orphisme, le judaïsme et le christianisme.

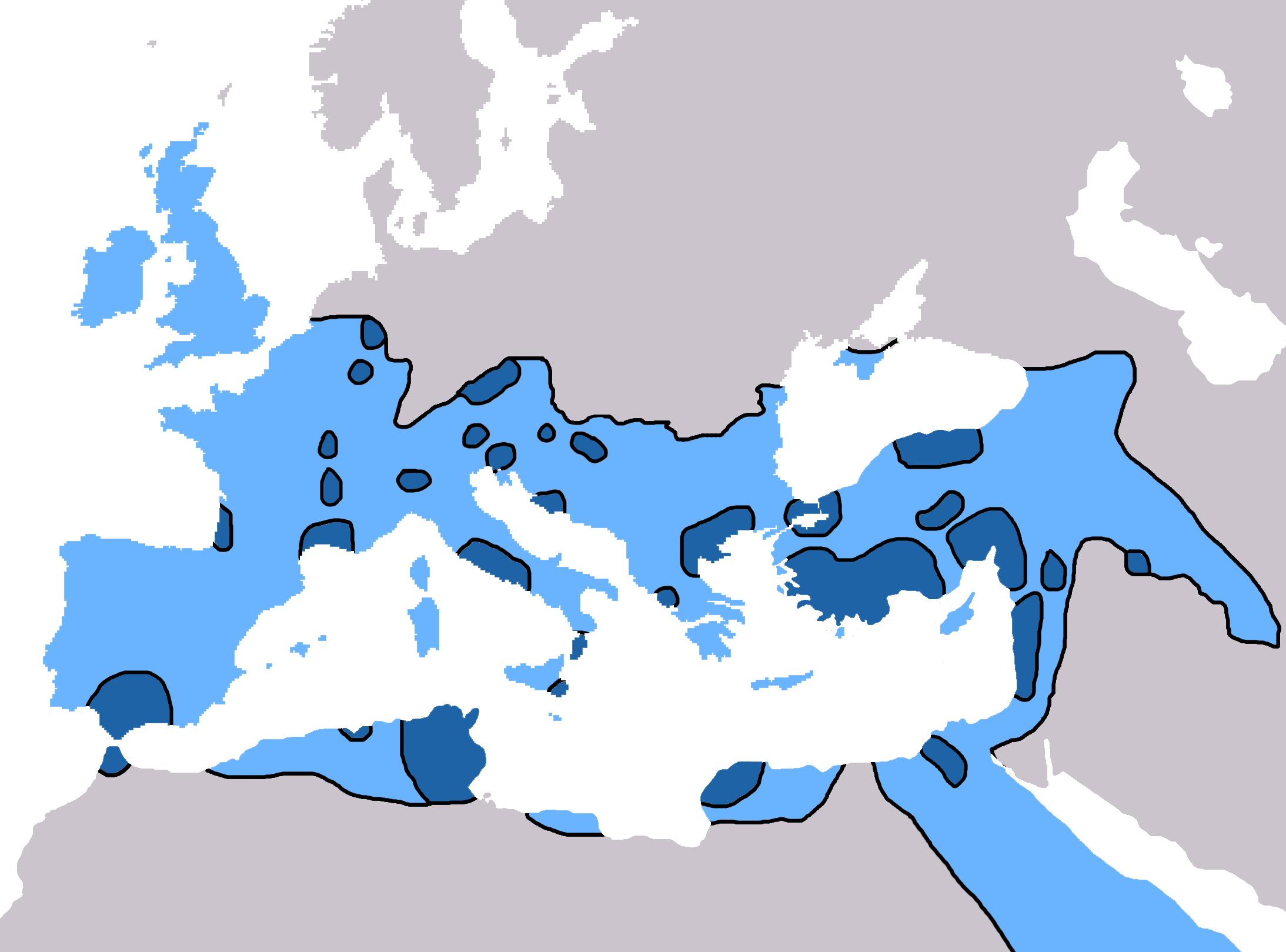
Bleu foncé: le christianisme en 325; bleu pâle: en 600.

S’il n’est plus le même qu’à la période de Cicéron ou même du Haut-Empire, le paganisme, terme générique qui recouvre une vaste panoplie de religions diverses, reste très vivant au IVe siècle. Dans les hautes classes de la société, il se teinte chez les uns d’un sentiment d’attachement aux valeurs traditionnelles de Rome face à la barbarisation croissante, alors que chez les autres influencés par les religions et philosophies orientales, il devient de plus en plus mystique et s’oriente vers un monothéisme qui donne à un dieu la supériorité sur les autres. C’est ainsi qu’Aurélien (r. 270-275) institutionnalisera le culte du dieu solaire (Sol Invictus), divinité très populaire dans les armées du Danube à laquelle peuvent adhérer aussi bien les Orientaux adorateurs de Baal d'Émèse que les élites cultivant le néo-platonisme. Dans les basses classes, il est de plus en plus teinté de pratiques magiques ou astrologiques,.
La tétrarchie de Dioclétien était placée sous la protection des dieux de l’État romain ; lui-même avait pour protecteur le dieu Jupiter et Maximien le héros Hercule. Et si les tétrarques acceptèrent volontiers le dieu oriental Mithra, ils s’opposèrent en revanche avec vigueur, Galère surtout, tant au christianisme qu’au manichéisme dont les valeurs étaient irréconciliables avec la théologie impériale où l’empereur faisait partie de la famille des dieux.
Entré dans la famille de Maximien et devenu César, Constantin après avoir rompu avec ce dernier revendiqua la protection d’Apollon, Sol Invictus, comme Claude le Gothique (r. 268-270) dont il commença à se prétendre descendant. Sa lente conversion commence en 312 lors de sa célèbre bataille contre Maximien. De 313 à 321, il cherche à concilier ses croyances personnelles et celles des tenants de la religion qui lui a assuré la victoire avec des termes ambigus comme « summus deus, summa divinita ». Vient d’abord « l’édit de Milan » que l’on date de 313 ; puis l’hérésie donatiste le force à préciser sa position vis-à-vis l’Église lors du concile d’Arles en 314. De 316 à 320, des forces contradictoires s’exercent sur lui et sa politique en est une de balance entre chrétiens et païens, alors que la législation commence à intégrer l’Église au sein de l’État, donnant à celle-ci en 318 le pouvoir d’avoir ses propres tribunaux. Les derniers symboles solaires disparaissent entre 320 et 322.
Ce n’est semble-t-il qu’après 324 et sa victoire sur Licinius qu’il penche définitivement du côté chrétien alors que le titre de « Victor » remplace celui d'« Invictus » signifiant l’abandon définitif du culte solaire. Il préside en 325 le premier concile de Nicée où il cherche avant tout à assurer l’unité de l’empire, se proclamant « l’évêque de ceux du dehors c’est-à-dire de tous les chrétiens qui n’étaient pas des clercs qu’ils appartinssent ou non à l’empire. Dans les dernières années de sa vie, sa politique religieuse sera dominée par deux idées forces : la réconciliation avec les Ariens (il fut baptisé par un évêque arien) et l’affaiblissement du paganisme.
Au lendemain de la mort de Constantin, Constant Ier (r. 337-350) prend le contrôle de l’Occident après avoir tué son frère Constantin II (r. 337-340). Comme son père et son autre frère Constance II (r. 337-361) en Orient, il se montre déterminé à propager le christianisme et à mettre fin aux sacrifices païens et à la pratique de la magie. Partisan de l'orthodoxie et du crédo nicéen, il s’opposera à la fois aux donatistes en Afrique et aux ariens que défend son frère, Constance II (r. 337- 361), lequel reste fidèle aux idées de son père, Constantin Ier.
Le court intervalle de l’empereur Julien (r. 361-363) s’il permit de constater que le paganisme était encore bien vivant dans certains secteurs de la société, ne fut qu’un feu de paille et l’on vit le retour triomphal de l’orthodoxie sous Valentinien (r. 364-375) et Valens (r. 364-378). Dans l’Occident devenu largement « nicéen », Valentinien pratiqua une politique de tolérance, se gardant d’attaquer ceux qui voulaient demeurer païens et évitant de se mêler des affaires de l'Église. Seuls les manichéens en Italie et les donatistes en Afrique furent réprimés mais plus en raison des désordres sociaux qu’ils provoquaient que de leurs convictions religieuses. Valens, qui opérait dans le contexte oriental où les luttes religieuses faisaient rage, était pour sa part un arien convaincu qui voulut imposer par la violence ses idées à ses adversaires nicéens, homéousiens et anoméens ,.
Après eux, Théodose pour l'Empire romain d'Orient, et Gratien, pour l'Empire romain d'Occident, feront du christianisme nicéen la religion officielle de l'État, par l'édit du 28 février 380, dit édit de Thessalonique : « Tous les peuples doivent se rallier à la foi transmise aux Romains par l'apôtre Pierre, celle que reconnaissent le pontife Damase et Pierre, l'évêque d'Alexandrie, c'est-à-dire la Sainte Trinité du Père, du Fils et du Saint-Esprit ». La doctrine chrétienne telle que définie au premier concile de Nicée s’impose ainsi non seulement face aux païens qui existent encore, mais encore face aux différentes Églises chrétiennes schismatiques comme les ariens dont la doctrine sera à nouveau condamnée lors du premier concile de Constantinople (381). Sous le règne de Théodose s’affermit l’alliance du trône et de l’autel en dépit des conflits qui opposèrent l’empereur à saint Ambroise, évêque de Milan.
L’organisation territoriale de l’Église se développe alors, se calquant sur les diocèses de l’empire : presque chaque cité a son évêque et celui de la capitale d’un diocèse, le « métropolitain », prend autorité sur les autres. En 381, le concile de Constantinople affirmera que le patriarche de Constantinople prendra le pas sur les autres et deviendra l’égal de celui de Rome, sauf « en honneur ». L’Église tend alors à former un État dans l’État jouissant de privilèges fiscaux et se dotant d’une fortune considérable. Sur le plan théologique la lutte contre les hérésies donnera aux Pères de l’Église comme Basile de Césarée, Grégoire de Nysse, Grégoire de Nazianse et Jean Chrysostome l’occasion d’approfondir sa doctrine qui sera définie lors des nombreux conciles de l’époque.
Si au IIIe siècle l’Église était encore l’affaire d’une minorité, un siècle plus tard elle sera devenue une « religion de masse ». Par réaction contre ces compromis avec le « monde », divers chrétiens, surtout en Orient, voudront atteindre la connaissance de Dieu en se retirant du monde pour vivre une vie de mortification et d’ascétisme,. Ce sera le point de départ du monachisme qui devait par la suite jouer un rôle politique considérable dans l’Empire d’Orient.

## Conclusion
Depuis Edward Gibbon et son « History of the Decline and Fall of the Roman Empire » jusqu’aux historiens marxistes, on a utilisé pour décrire le Bas-Empire des termes comme « déclin », « disparition », « décadence ». En revanche, les travaux des historiens modernes ont montré que ce n’était jamais l’ensemble de l’empire qui était en crise : certaines provinces étaient privilégiées et leurs villes en plein essor alors que d’autres luttaient pour leur survie. En ce qui concerne le IIIe siècle, si des crises ont eu lieu (succession rapide des empereurs, invasions barbares, pression fiscale et inflation, déstructuration de la société), des empereurs de valeur comme Gallien, Claude II ou Aurélien ont régné suffisamment longtemps pour rétablir l’ordre et l’unité. Dans la seconde moitié du IIIe siècle en Orient, l’Asie mineure est pillée par les invasions perses et les raids gothiques, mais la Pamphylie demeure un asile de paix ; des villes comme Pergé et Sidé prospèrent. Les IVe siècle et Ve siècle pour leur part, avec les grandes réformes de Dioclétien qui se poursuivront sous Constantin, et la fondation de Constantinople, constituent un renouveau. Les nombreuses cartes historiques anglo-saxonnes du XXe siècle qui, suivant Gibbon, montrent une Anatolie entièrement perdue pour l’Empire, sont en fait fausses. 

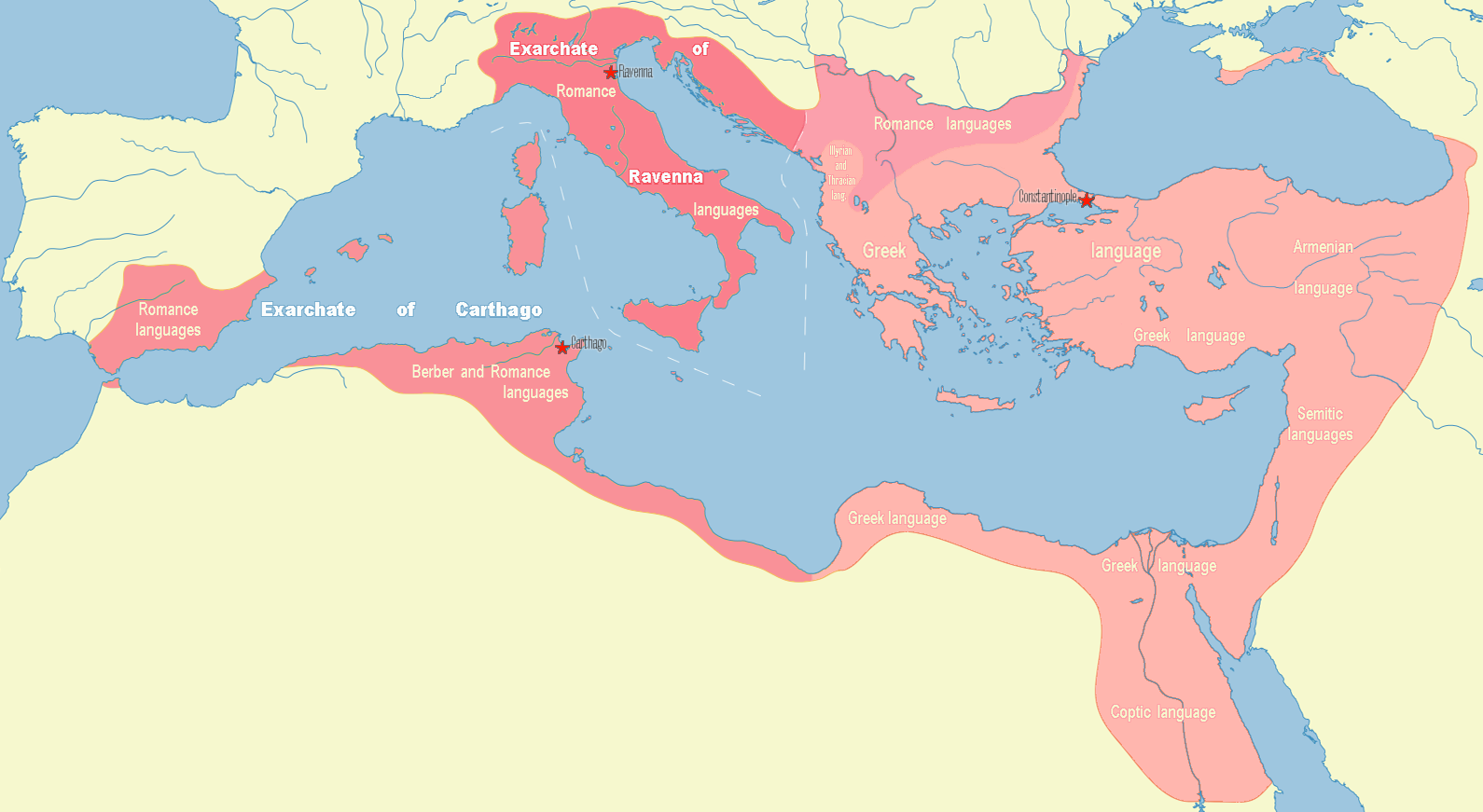
En rose plus foncé, les exarchats de Ravenne et de Carthage en 560, fondés par les reconquêtes de Justinien.

Même si elle ne survivra pas à son inventeur, la tétrarchie constitue un concept politique nouveau, tout comme la dyarchie commençant avec les fils de Théodose. Nouvelles également sont les valeurs culturelles, philosophiques et religieuses qu’apportera la christianisation de l’empire. Naît également un nouvel ordre économique et social : ce sont ces nouvelles valeurs qu’incarnera Justinien Ier (régnant de 527 à 565) dans ses efforts pour restaurer l’unité et la grandeur du monde romain.

### Sources primaires
- Ammien Marcellin (sous la dir. de Jacques Fontaine), Histoires, Paris, Les Belles Lettres, coll. « Collection des universités de France », 1968-1999 (dite « Budé », série latine)
  - Histoires : Livres XIV-XVI (trad. Édouard Galletier), t. I, coll. « universités de France Série latine » (no 190), 2002 (1re éd. 1968), 430 p.  (ISBN 978-2-251-01002-1)
  - Histoires : Livres XVII-XIX (trad. Guy Sabbah), t. II, coll. « universités de France Série latine » (no 197), 2002 (1re éd. 1970), 354 p.  (ISBN 978-2-251-01003-8)
  - Histoires : Livres XX-XXII (trad. Jacques Fontaine avec E. Frézouls et J.-D. Berger), t. III, coll. « universités de France Série latine » (no 333), 1996 (1re éd. 1996), 506 p.  (ISBN 978-2-251-01394-7)
  - Histoires : Livres XXIII-XXV (trad. Jacques Fontaine), t. IV, coll. « universités de France Série latine » (no 231), 2002 (1re éd. 1977), 348 p.  (ISBN 978-2-251-01004-5)
  - Histoires : Livres XXVI-XXVIII (trad. Marie-Anne Marié), t. V, coll. « universités de France Série latine » (no 271), 2002 (1re éd. 1984), 450 p.  (ISBN 978-2-251-01323-7)
  - Histoires : Livres XXIX-XXXI. Index général (trad. Guy Sabbah, annotations de L. Angliviel de la Beaumelle), t. VI, coll. « universités de France Série latine » (no 354), 1999 (1re éd. 1999), 542 p.  (ISBN 978-2-251-01408-1)
- Aurelius Victor, Œuvres complètes, traduction et commentaires par André Dubois et Yves Germain, Clermont-Ferrand, Paléo, 2003  (ISBN 2-84909-012-3)
- Aurelius Victor (trad. Pierre Dufraigne), Livre des Césars, Paris, Les Belles Lettres, coll. « Collection des Universités de France », 1975 (réimpr. 2003)  (ISBN 2-251-01018-1)
- Chronicon Paschalae. [en ligne dans Catholic Encyclopedia] https://www.newadvent.org/cathen/03730b.htm.
- Eusèbe de Césarée. The History of the Martyrs in Palestine. Translated by William Cureton, 1861. [en ligne] https://www.tertullian.org/fathers/eusebius_martyrs.htm.
- Eusèbe de Césarée. Eusebius’ Life of Constantine. Introduction, translation and commentary of Caesarea Eusebius, Averil Cameron, Stuart George Hall, Life of Constantine. Clarendon ancient history series. Oxford, Clarendon Press, 1999  (ISBN 1423767667).
- Eusèbe de Césarée. Histoire ecclésiastique, texte grec et traduction par Émile Grapin, tome I (1905) [archive], tome II (1911) [archive] et tome III (1913) [archive], Gallica [PDF]
- Eusèbe de Césarée. Vie de Constantin (338), Friedhelm Winkelmann, Charles Pietri et Luce Pietri, Marie-Joseph Rondeau, Cerf, Sources Chrétiennes, 2013  (ISBN 2-204-10134-6)
- Eutrope, Abrégé d'histoire romaine, (trad. Joseph Hellegouarc'h) Les Belles-Lettres, coll. « CUF Latin », 1999, LXXXV-274 p.  (ISBN 978-2-251-01414-2)
- Évrage le Scholastique, Histoire ecclésiastique, Traduction française : A.-J. Festugière, dans Byzantion, 45:2, 1975
- Festus, Abrégé des hauts faits du peuple Romain, (trad. du latin par Marie-Pierre Arnaud-Lindet) Paris, Les Belles Lettres, coll. « CUF », 1994, 81 p.  (ISBN 2-251-01380-6)
- Lactantius. On the Deaths of the Persecutors: A Translation of De Mortibus Persecutorum by Lucius Cæcilius Firmianus Lactantius Evolution Publishing, Merchantville, NJ, 2021  (ISBN 978-1-935228-20-2)
- Notitia Dignitatum. Otto Seeck, Titre complet: Notitia dignitatum. Accedunt notitia urbis Constantinopolitanae et laterculi provinciarum. Berlin, Weidmann, 1876, réédité sans altération chez Minerva, Frankfurt am Main, 1962.
- Orose, Histoires contre les païens (418), éd. et trad. M.-P. Arnaud-Lindet, Les Belles Lettres, Paris, 1991-1992, 3 t.
- Socrate de Constantinople, Histoire ecclésiastique, Texte grec de G.C. Hansen (GCS) – Traduction par Pierre Périchon et Pierre Maraval, coll. « Sources chrétiennes », no 477, Éditions du Cerf, Paris, livre I, no. 477, 2004; livres II-III, no 493, 2005; livres IV-VI, no. 505, 2006; livre VII, no 506, 2007
- Sozomène, Histoire ecclésiastique, livres I-II, éd. J. Bidez, trad. André-Jean Festugière, coll. « Sources chrétiennes », no 306, Éditions du Cerf, Paris. Livres I-II, no 306, 1983; livres III-IV, no 418, 1996; livres V-VI, no 495, 2005; livres V-VI, no 495, 2005; lives VI-IX, no 516, 2008
- Théodoret. Histoire ecclésiastique, vol. 501 (livres I et II, bilingue), vol. 530 (livres III à V, bilingue), Paris, Éditions du Cerf, coll. Sources chrétiennes.
- Zosime. Histoire Nouvelle, édition et traduction François Paschoud, 3 tomes en 5 volumes, Paris, les Belles Lettres, 1971-1989.

### Sources secondaires anciennes
- (en) J. B. Bury, History of the Later Roman Empire, vol. 1. Réimprimé par Cambridge University Press, 2015  (ISBN 978-1-108-08317-1)
- Gibbon, Edward. Histoire du déclin et de la chute de l’Empire romain. Paris, Laffont, 1984.
- Le Beau, Charles. Histoire du Bas-Empire, Paris, 29 vol. 1757. Repris en 2019 par Forgotten Books  (ISBN 978-1271204199)
- Montesquieu, Charles de. Considérations sur les causes de la grandeur des Romains et de leur décadence et Réflexions sur la monarchie universelle en Europe. Paris, Gallimard, 2008  (ISBN 978-2-070-40096-6)
- Mommsen, Théodore. Histoire romaine, 2 volumes. Paris, Ed. Robert Laffont, 1985  (ISBN 978-2-221-11366-0)

### Sources secondaires contemporaines
- (en) Barnes, Timothy. Constantine and Eusebius, Cambridge, MA, Harvard University Press, 1981, 458 p.  (ISBN 978-0-674-16531-1)
- Bréhier, Louis. Les institutions de l’empire byzantin. Paris, Albin Michel, 1970 [1949]
- (en) Burns, Thomas S. Rome and the Barbarians, 100 B.C.–A.D. 400. Johns Hopkins University Press, 2003  (ISBN 0-8018-7306-1)
- (en) Cambridge Ancient History, Cambridge University Press, 1924–1939; 1970–2005
- (en) Cameron, Averil. The Later Roman Empire, AD 284–430. Fontanta History of the Ancient World. Vol. 6. Fontana Press, 1993  (ISBN 978-0-00-686172-0)
- Chastagnol, André. La fin du monde antique, Paris, Nouvelles Éditions Latines, 1996 [1976], 383 p.  (ISBN 2-7233-0526-0)
- Christol, Michel & Daniel Nony. Des origines de Rome aux invasions barbares. Hachette, 1974  (ISBN 978-2-010-16009-7)
- (en) Curran, John. "From Jovian to Theodosius" (in) Cameron & Garnsey (ed), The Cambridge Ancient History XIII: The Late Empire, A.D. 337–425. Cambridge University Press, 1998  (ISBN 978-0-521-30200-5)
- Ducellier, Alain, Michel Kaplan et Bernadette Martin, Le Proche-Orient médiéval, Hachette, 1978
- (en) Elton, Hugh. The Roman Empire in Late Antiquity: A Political and Military History. Cambridge University Press, 2018  (ISBN 978-1-108-45631-9)
- (en) Fowden, Garth. "Religious Communities". (In) Bowersock, G. W.; Brown, Peter; Grabar, Oleg (eds.). Late Antiquity: A Guide to the Postclassical World. The Belknap Press of Harvard University Press, (2000) [1999]  (ISBN 0-674-51173-5)
- (en) Grant, Michael. Constantine the Great, The Man and his Times. New York, Charles Scribner’s sons, 1993  (ISBN 978-0-684-19520-9)
- Hacquard, Georges & Jean Dautry, Olivier Maisani. Le Guide romain antique. Hachette, 1952, multiples rééditions
- (en) Harper, Kyle. The Fate of Rome: Climate, Disease, and the End of an Empire. Princeton University Press, 2017  (ISBN 978-0-691-16683-4)
- (en) Harries, Jill. Imperial Rome, AD 284 to 363: The New Empire. The Edinburgh History of Ancient Rome. Vol. 7. Edinburgh University Press, 2012  (ISBN 978-0-7486-2053-1)
- (en) Heather, Peter. The Fall of the Roman Empire: A New History of Rome and the Barbarians. Oxford University Press, (2007) [2005]  (ISBN 978-0-19-532541-6)
- (en) Heather, Peter J. & David Moncur. Politics, Philosophy, and Empire in the Fourth Century : Select Orations of Themistius, Liverpool University Press, 2001, 361 p.  (ISBN 978-0-85323-106-6)
- (en) Hussey, J.M. The Orthodox Church in the Byzantine Empire. Oxford, Oxford University Press, 2010  (ISBN 978-0-191-52049-5)
- Jerphagnon, Lucien. Les Divins Césars, Paris, Pluriel Fayard, 2007  (ISBN 978-2-818-50234-1)
- (en) Jones, A.H.M. The Later Roman Empire (284-602) vol. 1. Johns Hopkins University Press, 1990 [1964]  (ISBN 0-8018-3353-1)
- (en) Kazhdan, Alexander (ed.). The Oxford Dictionary of Byzantium. Oxford, Oxford University Press, 1991. 3 vol.  (ISBN 0-19-504652-8)
- (en) Kelly, Christopher. "Bureaucracy and Government". (In) Lenski, Noel (ed.). The Cambridge Companion to the Age of Constantine. Cambridge University Press, 2006  (ISBN 978-0-521-52157-4)
- (en) Kulikowski, Michael. Imperial Tragedy: From Constantine's Empire to the Destruction of Roman Italy, AD 363–568. The Profile History of the Ancient World. Vol. 4. Profile Books, 2019  (ISBN 978-1-78125-632-9)
- Le Bohec, Yann. Histoire de la Rome antique. Presses universitaires de France, coll. « Que sais-je ? », 2017  (ISBN 978-2-130-78926-0)
- Le Glay, Marcel. Rome, II. Grandeur et Déclin de l’Empire. Paris, Perrin, 2005 [1996]  (ISBN 978-2-262-01898-6)
- (en) Lee, A. D. From Rome to Byzantium, AD 363 to 565: The Transformation of Ancient Rome. The Edinburgh History of Ancient Rome. Vol. 8. Edinburgh University Press, 2013  (ISBN 978-0-7486-2791-2)
- Lemerle, Paul. Histoire de Byzance, Paris, PUF, coll. « Que sais-je ? » / 107 », 1960 (1re éd. 1943), 130 p.  (ISBN 213045545X)
- Marrou, Henri-Irénée. Décadence romaine ou antiquité tardive. IIIe siècle - VIe siècle. Paris, Éditions du Seuil, coll. Points | Histoire, 1977  (ISBN 2-02-004713-6)
- (en) Mitchell, Stephen. A History of the Later Roman Empire, AD 284–641. Blackwell History of the Ancient World. Vol. 3. Wiley-Blackwell, (2017) [2007]  (ISBN 978-1-118-31242-1)
- Morrisson, Cécile (dir.). Le monde byzantin, vol. I : L'Empire romain d'Orient (330-641), Paris, Presses universitaires de France, coll. « Nouvelle Clio », 2012 (1re éd. 2004)  (ISBN 978-2-13-059559-5)
- (en) Norwich, John Julius. Byzantium, The Early Centuries. New York, Alfred A. Knopf, 1989  (ISBN 978-0-394-53778-8)
- Petit, Paul. Histoire générale de l’Empire romain. Paris, Seuil, 1974  (ISBN 2-02-002677-5)
- Porena, Pierfrancesco . « « À l’ombre de la pourpre » : l’évolution de la préfecture du prétoire entre le IIIe et le IVe siècle », Cahiers du Centre Gustave Glotz, vol. 18, 2007, p. 237-262. [en ligne] https://www.persee.fr/doc/ccgg_1016-9008_2007_num_18_1_1652 [archive]
- Remondon, Roger. La crise de l’Empire romain. Paris, Presses universitaires de France, coll. « Clio », 1970 [1964]  (ISBN 978-2-13-031086-0)
- Sotinel, Claire. Rome, la fin d'un Empire. De Caracalla à Théodoric, 212 - fin du Ve siècle, collection Mondes Anciens sous la direction de Joël Cornette, Belin, 2019  (ISBN 978-2-701-16497-7)
- (en) Treadgold, Warren. A History of the Byzantine State and Society. Stanford University Press, 1997  (ISBN 0-8047-2630-2)
- Veyne, Paul. L’Empire gréco-romain. Paris, Seuil, 2005  (ISBN 978-2-020-57798-4)
- Virlouvet, Catherine (dir.) et Claire Sotinel, Rome, la fin d'un empire : De Caracalla à Théodoric 212 apr. J.-C - fin du Ve siècle, Paris, Belin éditeur, coll. « Mondes anciens », 2019  (ISBN 978-2-7011-6497-7)
- (en) Williams, Stephen. Dioclétien, le renouveau de Rome, Paris, Infolio éditions, 2006  (ISBN 978-2-884-74208-5)
- (en) Wolfram, Herwig. The Roman Empire and Its Germanic Peoples. Translated by Thomas Dunlap. University of California Press, 1997  (ISBN 978-0-520-24490-0)
- Zosso, François & Christian Zingg. Les empereurs romains, 27 av. J.-C. - 476 apr. J.-C. Paris, Éditions Errance, 2009  (ISBN 978-2-877-72390-9)